# Liste der Biografien/Matt
Liste der Biografien |
Portal Biografien |
Personensuche
# |
A |
B |
C |
D |
E |
F |
G |
H |
I |
J |
K |
L |
M |
N |
O |
P |
Q |
R |
S |
T |
U |
V |
W |
X |
Y |
Z |
?
 
Ma |
Mb |
Mc |
Md |
Me |
Mf |
Mg |
Mh |
Mi |
Mj |
Mk |
Ml |
Mm |
Mn |
Mo |
Mp |
Mq |
Mr |
Ms |
Mt |
Mu |
Mv |
Mw |
Mx |
My |
Mz
 
Maa |
Mab |
Mac |
Mad |
Mae |
Maf |
Mag |
Mah |
Mai |
Maj |
Mak |
Mal |
Mam |
Man |
Mao |
Map |
Maq |
Mar |
Mas |
Mat |
Mau |
Mav |
Maw |
Max |
May |
Maz
 
Mata |
Matb |
Matc |
Mate |
Matf |
Math |
Mati |
Matj |
Matk |
Matl |
Matm |
Matn |
Mato |
Matr |
Mats |
Matt |
Matu |
Matv |
Matw |
Maty |
Matz
Die Liste der Biografien führt alle Personen auf, die in der deutschsprachigen Wikipedia einen Artikel haben. Dieses ist eine Teilliste mit 910 Einträgen von Personen, deren Namen mit den Buchstaben „Matt“ beginnt.

## Matt
- Matt, Alfred (* 1948), österreichischer Skirennläufer
- Matt, Andrea (* 1961), liechtensteinische Politikerin
- Matt, Andreas (* 1982), österreichischer Ski-Crosser
- Matt, Annemarie von (1905–1967), Schweizer Malerin, Graphikerin und Schriftstellerin
- Matt, Antonia (1878–1958), österreichische SchaustellerinAntonia Matt (1878–1958)

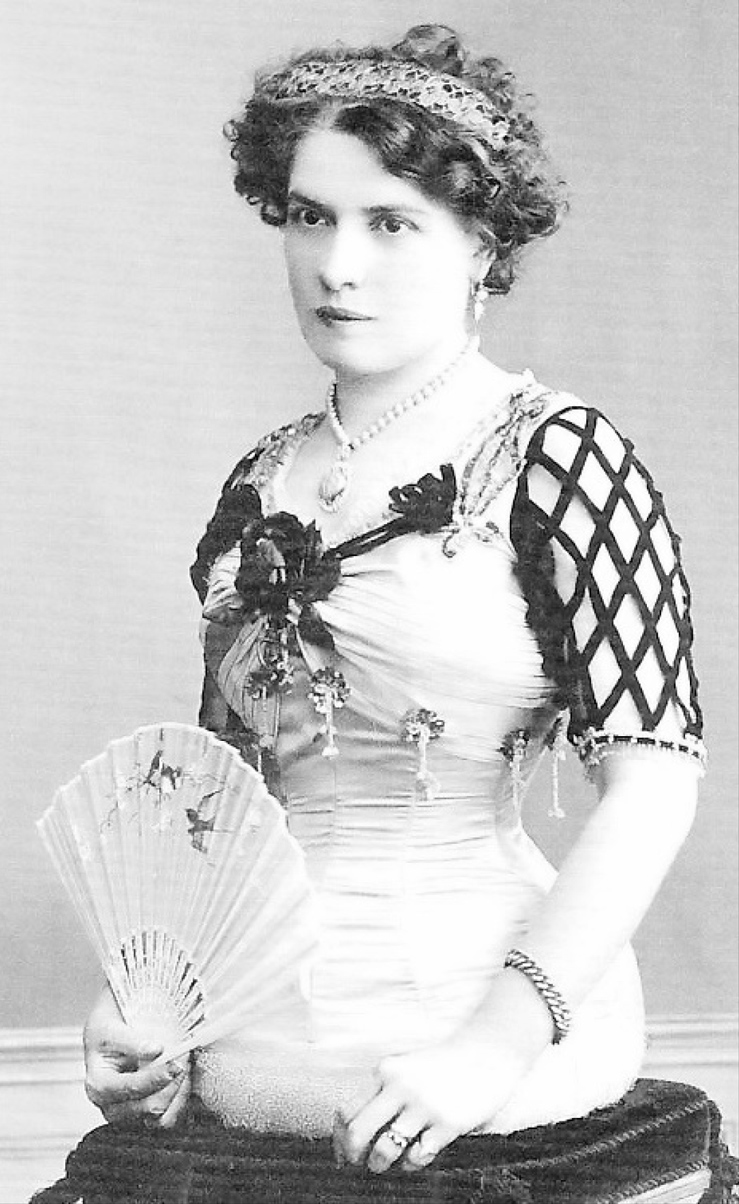
Antonia Matt (1878–1958)

- Matt, Beatrice von (* 1936), Schweizer Literaturkritikerin
- Matt, Christian (* 1966), liechtensteinischer Fussballspieler
- Matt, Daniel (* 1976), österreichischer Politiker (NEOS), Abgeordneter zum Vorarlberger Landtag
- Matt, Daniel Chanan (* 1950), US-amerikanischer Hochschullehrer, Kabbalist, Judaist, Autor
- Matt, Egon (1925–2004), liechtensteinischer Skilangläufer
- Matt, Egon (* 1952), liechtensteinischer Politiker
- Matt, Elisabeth von (1762–1814), österreichische Astronomin und Geodätin
- Matt, Evelin (1934–2024), deutsche Fernsehproduzentin und Drehbuchautorin
- Matt, Ferdinand (1893–1953), Liechtensteiner-Schweizer Pfarrer und Kanonikus
- Matt, Franz (1860–1929), bayerischer Kultusminister und stellvertretender Ministerpräsident
- Matt, Georg (1861–1938), österreichischer Bildhauer
- Matt, Georg (1918–1998), Schweizer Lehrer, Maler, Glasmaler und Radierer
- Matt, Gerald (* 1958), österreichischer Kunsthistoriker, Direktor der Kunsthalle Wien
- Matt, Hans von (1842–1900), Schweizer Handelsreisender, Redaktor, Verleger, Antiquar und Literat
- Matt, Hans von (1869–1932), Schweizer Politiker
- Matt, Hans von (1899–1985), Schweizer Maler, Bildhauer und Schriftsteller
- Matt, Helmut (* 1960), deutscher Schriftsteller
- Matt, Hermann (1929–2005), deutscher Hörfunkmoderator, Schauspieler und Hörspielsprecher
- Matt, Jean-Remy von (* 1952), deutscher Werber
- Matt, Joe (1963–2023), US-amerikanischer Cartoonist
- Matt, Johann Jakob (1814–1882), Schweizer Politiker
- Matt, Josef (1900–1968), deutscher Landwirt und Politiker (SPD), MdL
- Matt, Josef (1910–1972), österreichischer Politiker (CS, VF, ÖVP), Abgeordneter zum Nationalrat
- Matt, Josef von (1901–1988), Schweizer Schriftsteller in Nidwaldner Mundart, Buchhändler, Verleger und Antiquar
- Matt, Kurt (1921–1970), deutscher Politiker (SPD)
- Matt, Leonard von (1909–1988), Schweizer Fotograf
- Matt, Manuel (* 2002), Schweizer Unihockeyspieler
- Matt, Margarete (1912–2003), Schweizer Tapisserie-Künstlerin
- Matt, Mario (* 1979), österreichischer Skirennläufer
- Matt, Michael (* 1993), österreichischer Skirennläufer
- Matt, Norman (* 1974), deutscher Werbe-, Synchron-, Hörbuch- und Off-SprecherNorman Matt (* 1974)

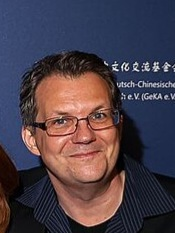
Norman Matt (* 1974)

- Matt, Patrick (* 1969), Liechtensteiner Radsportler und nationaler Meister im Radsport
- Matt, Peter von (1937–2025), Schweizer Germanist und Autor
- Matt, Richard (1966–2015), US-amerikanischer Mörder und Gefängnisausbrecher
- Matt, Robert (* 1967), deutscher Musiker (Klavier, Komposition, Gesang)
- Matt, Roland, liechtensteinischer Modellflugpilot
- Matt, Rudolf (1877–1960), liechtensteinischer Politiker (VP, später VU)
- Matt, Rudolph (1909–1993), österreichischer nordischer und alpiner Skisportler
- Matt, Sylvia Egli von (* 1952), Schweizer Journalistin und Medienexpertin
- Matt, Werner (1942–2022), österreichischer Koch
- Matt, Wilhelm (1872–1936), Jurist und Oberbürgermeister von Aschaffenburg
- Matt, Wolfgang (* 1955), österreichischer Politiker (ÖVP), Bürgermeister von Feldkirch
- Matt, Wolfgang (* 1962), liechtensteinischer Fussballspieler
- Matt, Wolfgang, liechtensteinischer Modellflugpilot
- Matt-Heidecker, Angelika (* 1953), deutsche Juristin und Politikerin (SPD), Oberbürgermeisterin von Kirchheim unter Teck
- Matt-Willmatt, Hans (1898–1978), deutscher Dichter, Schriftsteller und Heimatforscher

### Matta
- Matta al-Khoury, Timotheos (* 1982), syrischer Geistlicher, Erzbischof von Homs und Hama sowie Tartus und Environs der Syrisch-Orthodoxen Kirche von Antiochien
- Matta al-Maskin (1919–2006), koptisch-orthodoxer Mönch, Klostervorsteher und geistlicher Schriftsteller
- Matta, Cristiano da (* 1973), brasilianischer Formel-PilotCristiano da Matta (* 1973)

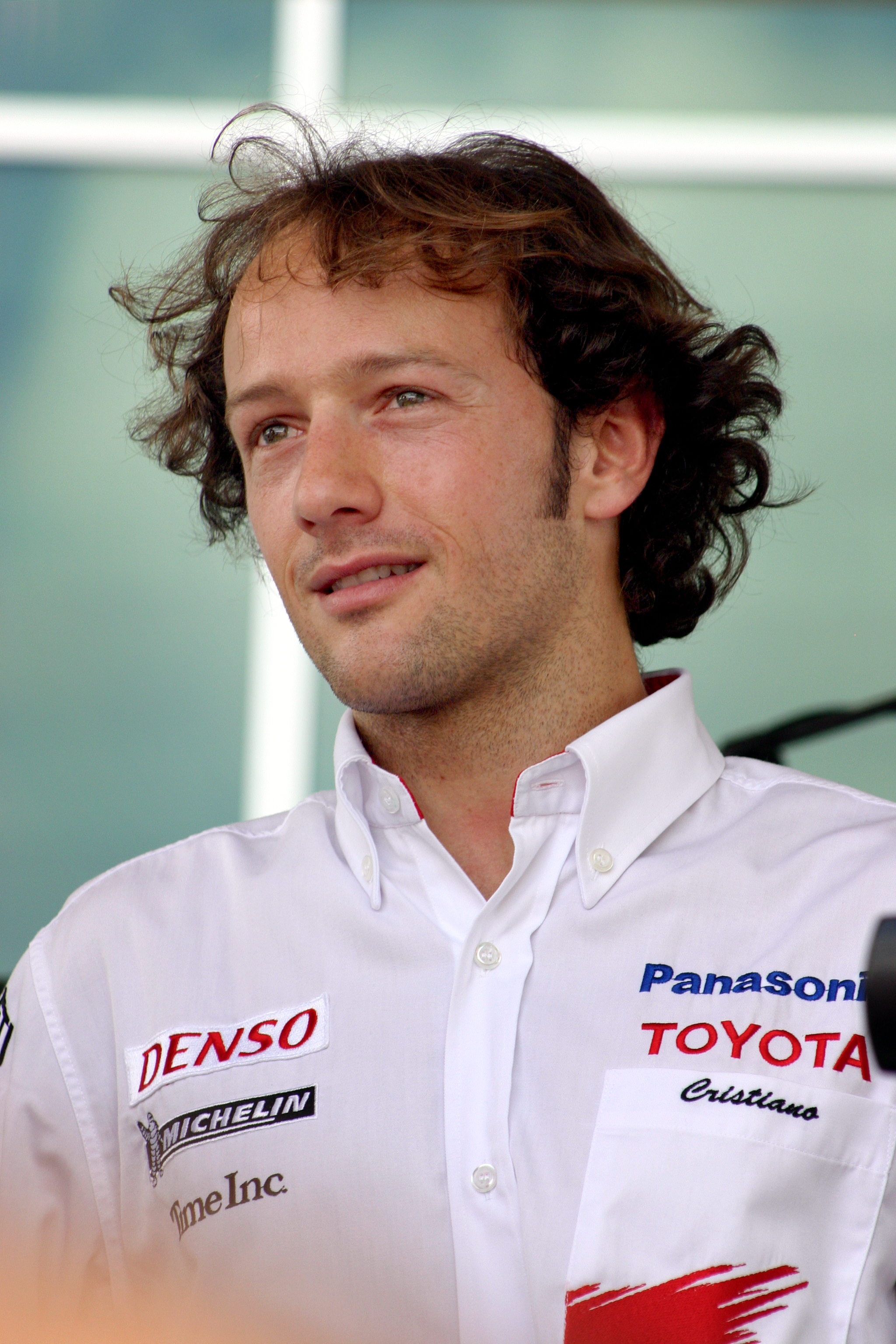
Cristiano da Matta (* 1973)

- Matta, Gavino (1910–1954), italienischer Boxer
- Matta, Giovanni, spanischer Maler auf Sizilien
- Matta, Nilson (* 1949), brasilianischer Jazzmusiker
- Matta, Paloma (1945–2017), französische Schauspielerin
- Matta, Roberto (1911–2002), chilenischer Maler des Surrealismus
- Matta, Thomas (* 1966), US-amerikanischer Jazzmusiker, Komponist, Arrangeur
- Matta, Valdney Freitas da (* 1971), brasilianischer Fußballspieler
- Matta, Youssef (* 1968), israelischer Geistlicher und melkitisch griechisch-katholischer Erzbischof von Akka
- Matta-Ballesteros, Juan (* 1945), honduranischer Drogenhändler
- Matta-Clark, Gordon (1943–1978), US-amerikanischer Architekt und Konzeptkünstler
- Mattaaq, Niels (1937–2021), grönländischer Politiker (Siumut) und Gewerkschafter
- Mattagliano, Joyce (* 1994), italienische Leichtathletin
- Mattagne, Yves (* 1963), belgischer Koch
- Mattai del Moro, Claudia (* 1972), schweizerische Filmtonfrau und Klangkünstlerin
- Mattai, Suchitra (* 1973), US-amerikanische Filmproduzentin, Bildende Künstlerin, Installationskünstlerin und Bildhauerin
- Mattaj, Iain (* 1952), britischer Biochemiker
- Mattaliano, Al (1930–2005), US-amerikanischer Jazz- und Theatermusiker
- Mattam, Abraham D. (1922–2019), indischer Geistlicher, syro-malabarischer Bischof von Satna
- Mattan I, König von Tyros und Sidon
- Mattan, Nico (* 1971), belgischer Radrennfahrer
- Mattar, Daniel, deutscher Jazz- und Tangosänger
- Mattar, Heinrich (1881–1951), deutscher Architekt
- Mattar, Luiz (* 1963), brasilianischer Tennisspieler
- Mattar, Philip (* 1944), palästinensisch-US-amerikanischer Historiker
- Mattar, Spiridon (1921–2014), libanesischer Geistlicher, Bischof von Nossa Senhora do Paraíso em São Paulo
- Mattar, Stephan (1875–1943), deutscher Architekt
- Mattarella, Bernardo (1905–1971), italienischer Rechtsanwalt, Politiker, Mitglied der Abgeordnetenkammer und Minister
- Mattarella, Laura (* 1967), italienische Anwältin und First Lady
- Mattarella, Piersanti (1935–1980), italienischer Politiker und Bekämpfer der Mafia
- Mattarella, Sergio (* 1941), italienischer Jurist und Politiker (Partito Democratico), Mitglied der Camera dei deputati, StaatspräsidentSergio Mattarella (* 1941)

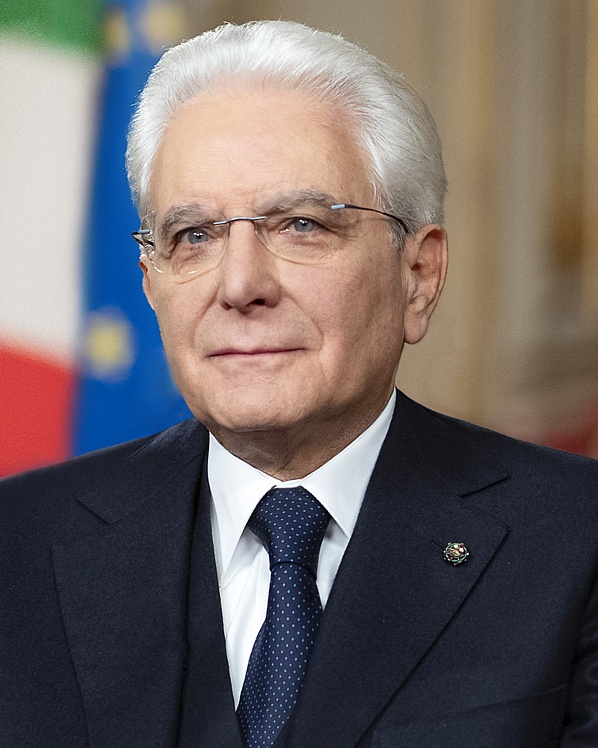
Sergio Mattarella (* 1941)

- Mattarelli, Ennio (* 1928), italienischer Sportschütze
- Mattarnovi, Georg Johann (1677–1719), preußisch-russischer Architekt des Barock
- Mattas, Åke (1920–1962), finnischer Maler
- Mattas, Ronny (* 1974), deutscher Filmeditor
- Mattatias († 166 v. Chr.), jüdischer Freiheitskämpfer
- Mattauch, Hilde (1910–2002), deutsch-argentinische Opernsängerin in der Stimmlage Sopran
- Mattauch, Josef (1895–1976), österreichischer Physiker
- Mattausch, August (1877–1945), deutscher Bildender Künstler
- Mattausch, Dietrich (* 1940), deutscher Schauspieler
- Mattausch, Franz (1767–1833), deutscher Theaterschauspieler
- Mattausch, Josef (1934–2022), deutscher Germanist und Goetheforscher
- Mattausch, Volker (* 1944), deutscher Sportwissenschaftler, Hochschullehrer, Sportfunktionär
- Mattay, Jochen (* 1946), deutscher Chemiker

### Matte
- Matte Pérez, Augusto (1843–1913), chilenischer Politiker und Diplomat
- Matte Pérez, Claudio (1858–1956), chilenischer Politiker
- Matte, Magdalena (* 1950), chilenische Politikerin
- Matte, Paul (1854–1922), deutscher Fischzüchter und Zierfischhändler
- Mattea, Francesco (1895–1973), italienischer Fußballschiedsrichter
- Mattea, Kathy (* 1959), US-amerikanische Country-Sängerin und Songschreiberin
- Matteau, Stefan (* 1994), US-amerikanisch-kanadischer Eishockeyspieler
- Matteau, Stéphane (* 1969), kanadischer Eishockeyspieler und -trainer
- Mattei Orsini, Girolamo (* 1672), italienischer katholischer Erzbischof, Literat und Diplomat
- Mattei, Alessandro (1574–1630), italienischer Abt und Adliger
- Mattei, Alessandro (1744–1820), Kardinal der katholischen Kirche
- Mattei, Bruno (1931–2007), italienischer Filmregisseur und Filmeditor
- Mattei, Cesare (1809–1896), italienischer Adliger, Literat, Politiker, Homöopath und Wunderheiler
- Mattei, Clara (* 1988), italienische Ökonomin und Hochschullehrerin
- Mattei, Enrico (1906–1962), italienischer IndustriellerEnrico Mattei (1906–1962)

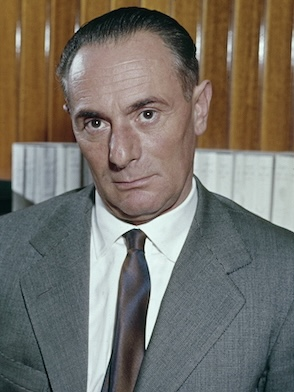
Enrico Mattei (1906–1962)

- Mattei, Ferdinando (1761–1829), maltesischer römisch-katholischer Geistlicher, Bischof von Malta
- Mattei, François (1709–1794), römisch-katholischer Geistlicher
- Mattei, Gaspare (1598–1650), italienischer Kardinal und Erzbischof
- Mattei, Girolamo († 1603), italienischer Geistlicher und Kardinal
- Mattei, Günter (* 1947), österreichischer Illustrator, Art-Director, Grafiker und Autor
- Mattei, Janet Akyüz (1943–2004), türkische Astronomin
- Mattei, Jean-Charles (* 1982), französischer Shorttracker
- Mattéi, Jean-François (1941–2014), französischer Philosoph und Hochschullehrer
- Mattei, Lorenzo Girolamo (1748–1833), italienischer Kardinal der Römischen Kirche
- Mattei, Luigi (1702–1758), italienischer Geistlicher und Kardinal
- Mattei, Mario (1792–1870), italienischer katholischer Priester, Kardinal der Römischen Kirche
- Mattei, Michelangelo (1628–1699), italienischer katholischer Patriarch und Adliger
- Mattei, Orazio (1574–1622), Bischof von Gerace
- Mattei, Orazio (1621–1688), italienischer Kardinal der Römischen Kirche
- Mattei, Orazio (* 1724), italienischer Geistlicher und Kurienbischof
- Mattei, Peter (* 1965), schwedischer Opernsänger
- Mattei, Rita (* 1958), italienische Politikerin
- Mattei, Stanislao (1750–1825), italienischer Komponist und Musiktheoretiker
- Matteis, Nicola, italienischer Violinist und Komponist des Barock
- Mattek-Sands, Bethanie (* 1985), US-amerikanische Tennisspielerin
- Mattekat, Marion (* 1962), deutsche Bibliothekarin, Direktorin der Stadt- und Landesbibliothek Potsdam
- Mattekatt, Paul (* 1961), indischer Geistlicher und Bischof von Diphu
- Mattel, Coline (* 1995), französische Skispringerin
- Mattel, Trixie (* 1989), US-amerikanische Dragqueen und SängerTrixie Mattel (* 1989)

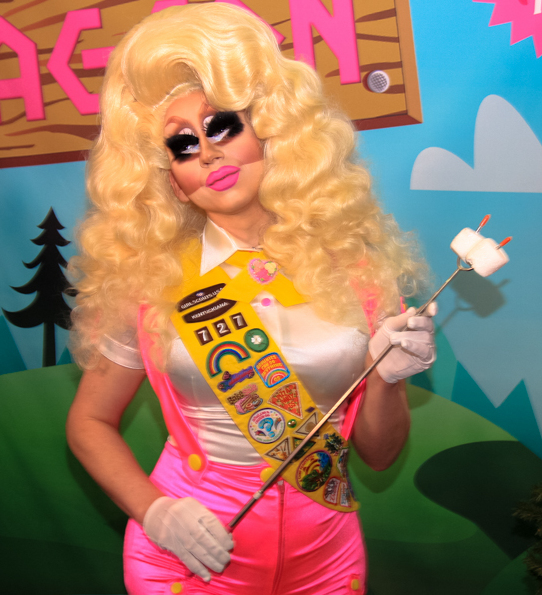
Trixie Mattel (* 1989)

- Matteman, Hennie (* 1955), niederländische Judoka
- Matten, Dirk (* 1965), deutscher Wirtschaftswissenschaftler
- Matten, Jessica, kanadische Schauspielerin und FilmproduzentinJessica Matten

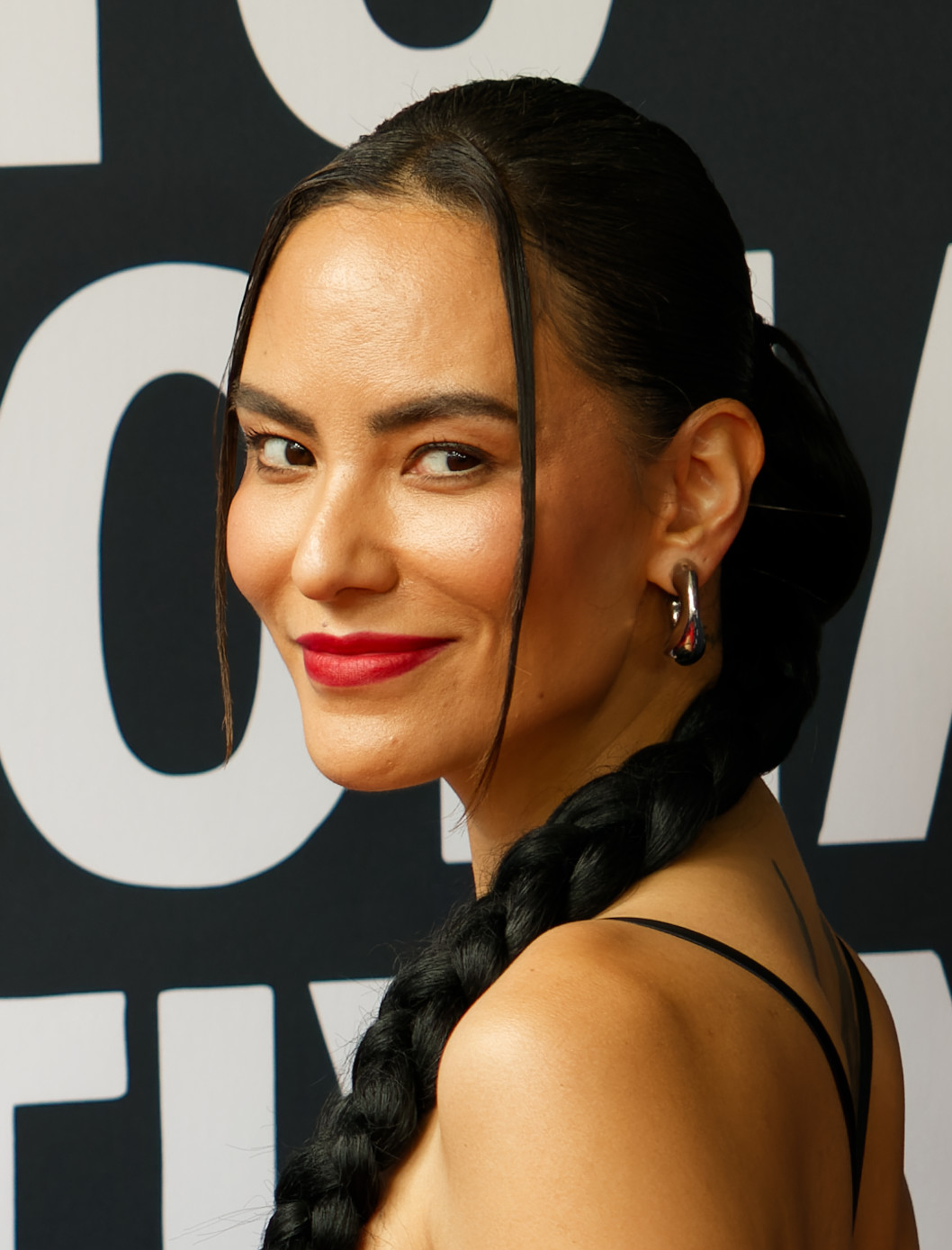
Jessica Matten

- Matten, Marc Andre (* 1978), deutscher Sinologe
- Matten, Sven J. (* 1974), deutsch-kanadischer Unternehmer, Filmproduzent und Regisseur
- Mattenet, Adrien (* 1987), französischer Tischtennisspieler
- Mattenklodt, Jodocus († 1698), deutscher Geschichtsschreiber und Augustinerpater
- Mattenklodt, Wilhelm (1887–1931), deutscher Farmer und Kolonialautor in Südwestafrika
- Mattenklott, Axel (1942–2023), deutscher Psychologe
- Mattenklott, Franz (1884–1954), deutscher General der Infanterie im Zweiten Weltkrieg
- Mattenklott, Gert (1942–2009), deutscher Komparatist, Kunstphilosoph, Kritiker, Sammler, Essayist, Schriftsteller und Hochschulpolitiker
- Mattenklott, Gundel (1945–2024), deutsche Literatur- und Erziehungswissenschaftlerin
- Mattenklotz, Nina (* 1980), deutsche Regisseurin
- Matteo (* 1984), rumänischer Popsänger
- Matteo da Campione (1335–1396), italienischer Bildhauer
- Matteo d’Acquasparta († 1302), Kardinal der katholischen Kirche
- Matteo di Giovanni († 1495), italienischer Maler
- Matteo I. Visconti (1250–1322), politischer Anführer Mailands
- Matteo, Armando (* 1970), italienischer römisch-katholischer Geistlicher, Theologe und Kurienbeamter
- Matteo, Dominic (* 1974), schottischer Fußballspieler
- Matteo, Drea de (* 1972), US-amerikanische SchauspielerinDrea de Matteo (* 1972)

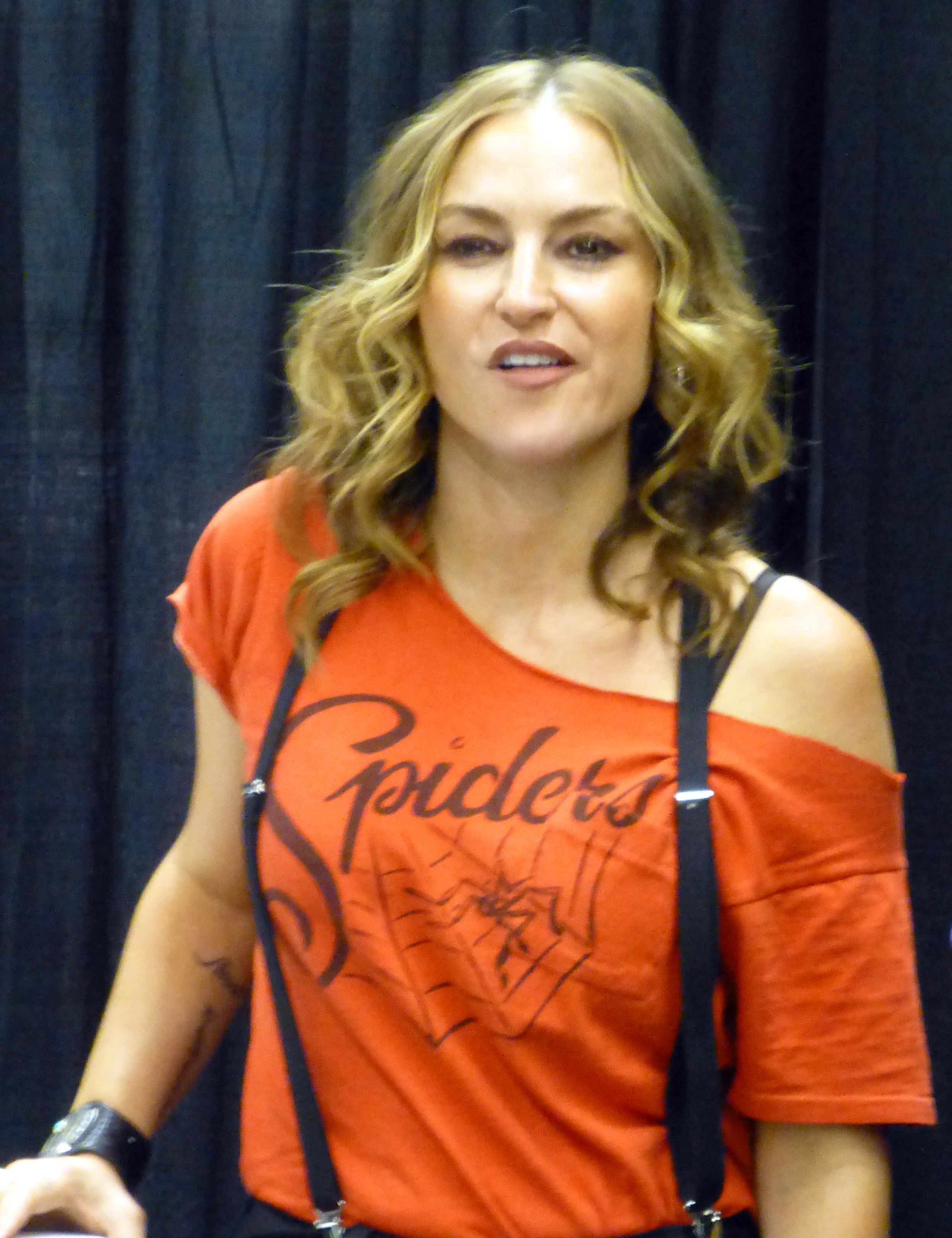
Drea de Matteo (* 1972)

- Matteo, Rocco, kanadischer Szenenbildner, Art Director und Produzent
- Matteoli, Altero (1940–2017), italienischer Politiker
- Matteoli, Gianfranco (* 1959), italienischer Fußballspieler und -funktionär
- Matteoli, Ian (* 2005), italienischer Snowboarder
- Mattéoli, Jean (1922–2008), französischer Politiker
- Matteoli, Paul (1929–1988), französischer Radrennfahrer
- Matteoni, Ivan (* 1971), san-marinesischer Fußballspieler
- Matteotti, Giacomo (1885–1924), italienischer Politiker (PSU, PSI), Mitglied der Camera dei deputati
- Matteotti, Luca (* 1989), italienischer Snowboarder
- Matteotti, Matteo (1921–2000), italienischer Politiker
- Matteotti, René (* 1969), Schweizer Rechtswissenschaftler
- Matter Brügger, Sibylle (* 1973), Schweizer Triathletin
- Matter, Albert (1906–1992), Schweizer Bankmanager und Jurist
- Matter, Alex, Schweizer Mediziner
- Matter, Bernhard (1821–1854), Schweizer Dieb und Einbrecher aus dem Kanton Aargau
- Matter, Carlos (* 1951), schweizerischer bildender Künstler
- Matter, Cyrill (* 1990), Schweizer Porträtfotograf, Modefotograf, Werbefotograf und Filmemacher
- Matter, Daniel (* 1957), französischer Amateurastronom und Asteroidenentdecker
- Matter, Franz (1931–1999), Schweizer Schauspieler und Regisseur
- Matter, Hans (* 1944), Schweizer Politiker (CSP), Landammann von Obwalden
- Matter, Heinrich (1428–1508), Schultheiss von Bern
- Matter, Henri (1901–1983), französischer Schwimmer
- Matter, Herbert (1907–1984), schweizerisch-US-amerikanischer Fotograf und Grafikdesigner
- Matter, Joy (* 1935), Schweizer PolitikerinJoy Matter (* 1935)

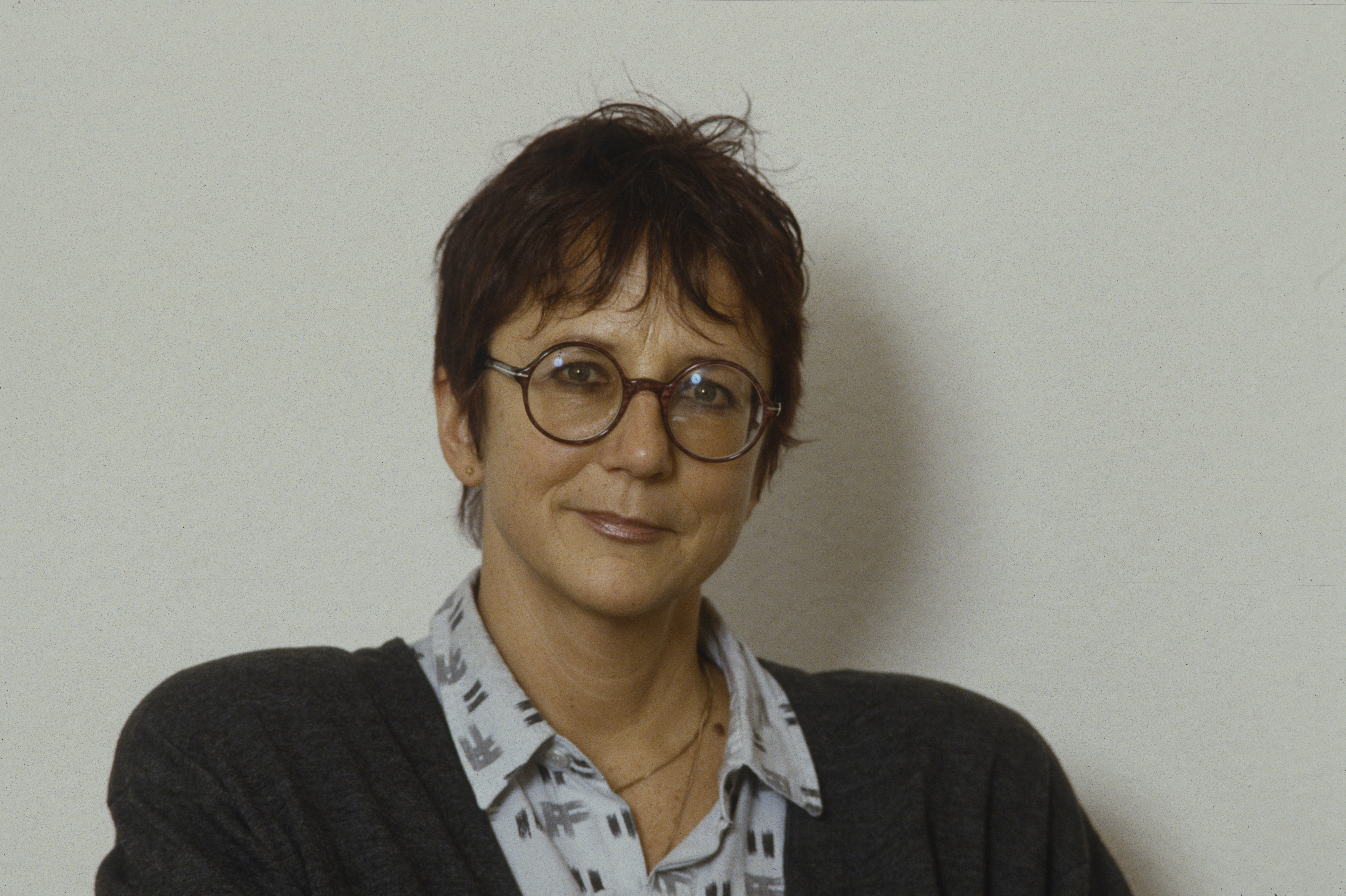
Joy Matter (* 1935)

- Matter, Kay (* 1998), nichtbinärer Schweizer Autor
- Matter, Mani (1936–1972), Schweizer Mundart-Liedermacher und JuristMani Matter (1936–1972)

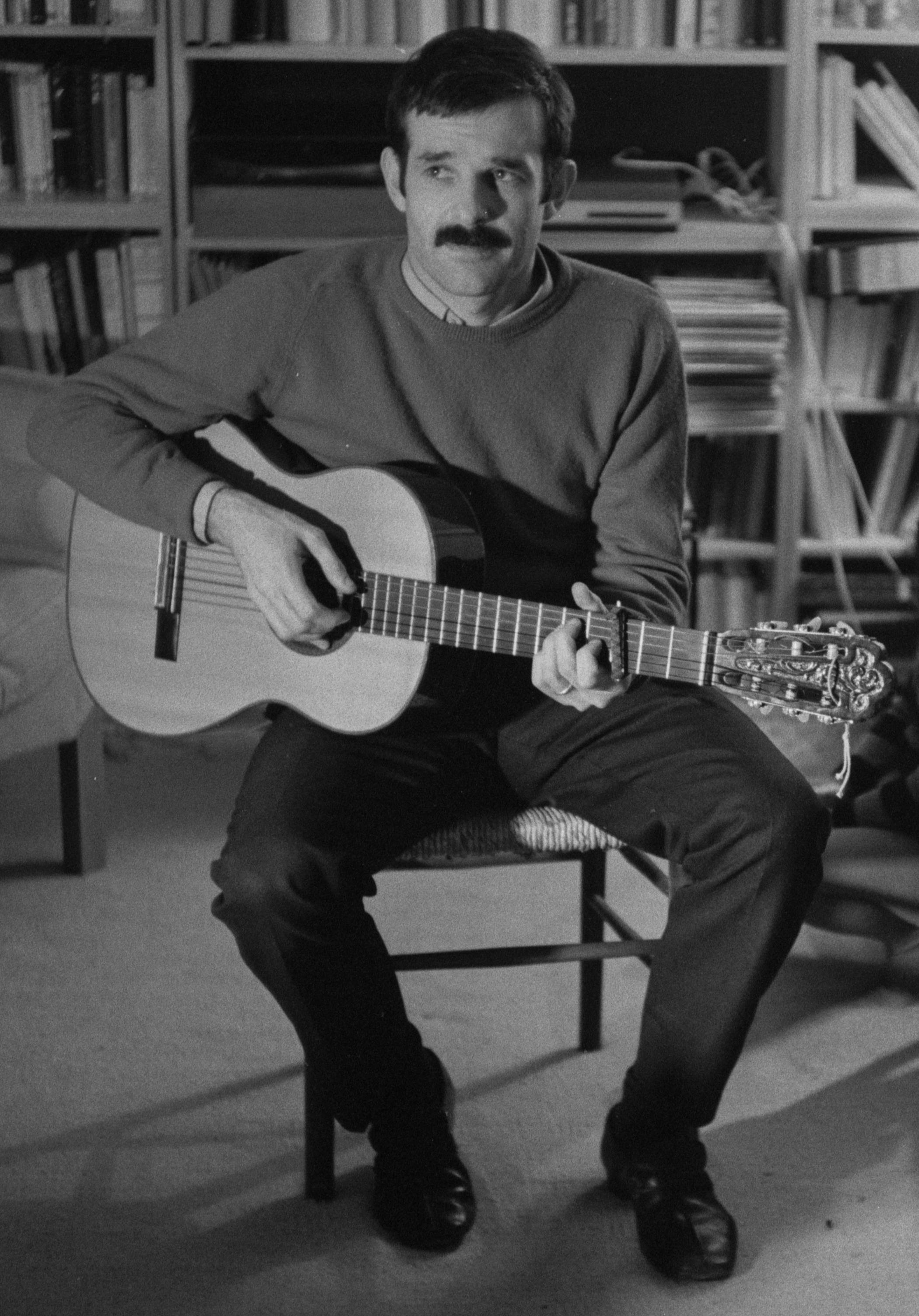
Mani Matter (1936–1972)

- Matter, Max (1945–2023), Schweizer Sozialanthropologe und Volkskundler
- Matter, Meret (* 1965), Schweizer Theaterregisseurin
- Matter, Michel (* 1964), Schweizer Politiker (GLP)
- Matter, Niall (* 1980), kanadischer Schauspieler
- Matter, Paul Jakob (1868–1950), Schweizer Unternehmer
- Matter, Rudolf (* 1953), Schweizer Journalist
- Matter, Stefan (* 1987), Schweizer Telemarker
- Matter, Sylvie (* 1981), Schweizer Politikerin (SP)
- Matter, Thomas (* 1966), Schweizer Unternehmer und Politiker (SVP)
- Matter-Linder, Rebekka (* 1982), Schweizer Politikerin (Grüne)
- Mattera, Don († 2022), südafrikanischer Schriftsteller und Journalist
- Mattera, Katie (* 1982), US-amerikanische Basketballspielerin
- Mattern, Blakely (* 1988), US-amerikanische Fußballspielerin
- Mattern, Bodo (* 1958), deutscher Fußballspieler
- Mattèrn, Boris (1937–2022), Schweizer Schauspieler und Hörspielsprecher
- Mattern, Carson (* 2004), kanadischer Radsportler
- Mattern, Claus (* 1961), deutscher Tischtennisspieler
- Mattern, Erich (1904–1966), deutscher Architekt
- Mattern, Ernst (1890–1962), deutscher Offizier, zuletzt Generalmajor im Zweiten Weltkrieg
- Mattern, Frank (* 1937), deutscher Journalist und Autor
- Mattern, Frank (* 1961), deutscher Unternehmensberater
- Mattern, Friedemann (* 1955), deutscher Informatiker
- Mattern, Friedrich (1908–1994), deutscher Jurist und Bundesrichter am Bundesgerichtshof
- Mattern, Gerd (* 1943), deutscher Fußballspieler
- Mattern, Hans (1932–2024), deutscher Naturschützer
- Mattern, Hans Günther (* 1958), deutscher Diplomat
- Mattern, Hansjakob (1911–2001), deutscher Arzt für Allgemeinmedizin und Hochschullehrer
- Mattern, Hermann (1902–1971), deutscher Landschaftsarchitekt
- Mattern, Ingrid (* 1964), deutsche Politikerin (PDS, Die Linke), MdL
- Mattern, Joachim (* 1948), deutscher Kanute und Kanutrainer
- Mattern, Jürgen (1944–1995), deutscher Spieler im asiatischen Brettspiel Go
- Mattern, Karl-Heinz (1918–1996), deutscher Verwaltungsjurist
- Mattern, Kitty (1912–1998), österreichische Schauspielerin
- Mattern, Merete (1930–2007), deutsche Architektin und Stadtplanerin
- Mattern, Michael (* 1946), deutscher Bildender Künstler
- Mattern, Rainer (* 1945), deutscher Rechtsmediziner und Verkehrsmediziner
- Mattern, Theodor (1820–1886), Berliner Kaufmann und Färbereibesitzer
- Mattern, Torsten (* 1966), deutscher Klassischer Archäologe
- Mattern, Volker (* 1956), deutscher Intendant, Dramaturg und Autor
- Mattern, Wolfgang (* 1956), deutscher Fußballtorhüter
- Matterne, Dietmar (1942–2000), deutscher Politiker (SPD), MdV, MdB
- Matternes, Jay (* 1933), US-amerikanischer Paläokünstler und Wildtiermaler
- Matters, Muriel (1877–1969), in Australien geborene Suffragette, Journalistin, Lehrerin, Schauspielerin und Rednerin
- Mattersberger, Alois (* 1961), österreichischer Koch
- Mattersberger, Elisabeth (* 1965), österreichische Politikerin (ÖVP), Mitglied des Bundesrates
- Mattersberger, Joseph (1752–1825), österreichischer Bildhauer und Radierer
- Mattersdorfer, Rudolf (1856–1943), österreichischer Lehrer und Politiker, Landtagsabgeordneter
- Mattersdorff, Wilhelm (1872–1946), deutscher Ingenieur
- Matterstock, Albert (1909–1960), deutscher Schauspieler
- Matterstock, Otto (1889–1961), deutscher Generalleutnant des Heeres
- Mattes, Andy (* 1961), deutsch-US-amerikanischer Manager
- Mattes, Barnabas (1805–1881), deutscher Politiker
- Mattes, Bernhard (* 1956), deutscher Manager, Vorsitzender der Geschäftsführung der Ford-Werke
- Mattes, Christoph (* 1988), österreichischer Fußballspieler
- Mattes, Eugen (1904–1980), Schweizer Schriftsteller
- Mattes, Eva (* 1954), deutsch-österreichische SchauspielerinEva Mattes (* 1954)

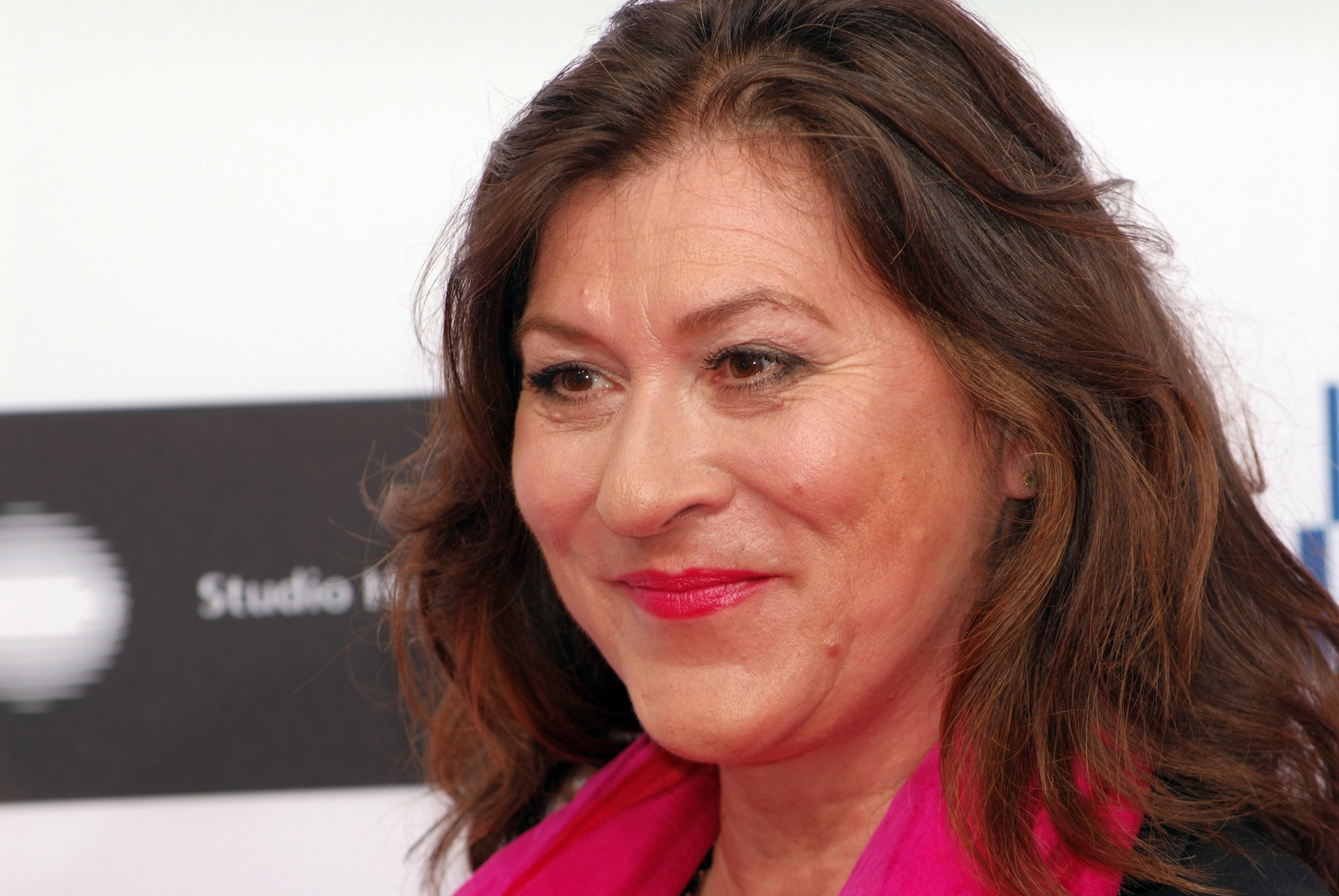
Eva Mattes (* 1954)

- Mattes, Franz (1922–1974), deutscher Fußballspieler
- Mattes, Franz (* 1949), katholischer Geistlicher, Domkapitular und Caritasdirektor des Bistums Eichstätt
- Mattes, Franz-Christian (* 1948), deutscher Richter
- Mattes, Georg (1874–1942), deutscher Bildhauer
- Mattes, Gunhard (* 1957), Schweizer Oboist und Dirigent
- Mattes, Hermann (* 1949), deutscher Biologe, Tierökologe und Hochschullehrer
- Mattes, Johannes (* 1983), österreichischer Historiker, Höhlenforscher und Hochschullehrer
- Mattes, John (* 1856), US-amerikanischer Politiker (Republikanische Partei) und Braumeister
- Mattes, Josef (* 1989), deutscher Schauspieler
- Mattes, Klaus (* 1956), deutscher Sportwissenschaftler
- Mattes, Manfred (* 1947), deutscher Fußballspieler
- Mattes, Otto (1897–1975), deutscher Zoologe und Professor an der Universität Marburg
- Mattes, Peter (* 1939), deutscher Psychologe und Hochschullehrer
- Mattes, Rainer (* 1937), deutscher Chemiker
- Mattes, Wenzeslaus (1815–1886), deutscher römisch-katholischer Geistlicher, Hochschullehrer und Politiker
- Mattes, Wilhelm (1884–1960), deutscher Lehrer und Heimatforscher sowie Vor- und Frühgeschichtsforscher
- Mattes, Wilhelm (1892–1952), deutscher Volkswirt und Politiker (DVP, GB/BHE), MdL, badischer und hessischer Staatsminister
- Mattes, Willy (1916–2002), österreichischer Komponist, Arrangeur und Dirigent
- Mattes, Wolfgang (* 1949), deutscher Pädagoge und Schulbuchautor
- Matteson, Joel Aldrich (1808–1873), US-amerikanischer Politiker
- Matteson, Orsamus B (1805–1889), US-amerikanischer Jurist und Politiker
- Matteson, Rich (1929–1993), US-amerikanischer Jazzmusiker und Jazzpädagoge
- Matteucci, Alice (* 1995), italienische Tennisspielerin
- Matteucci, Antonio (1802–1866), italienischer Geistlicher, Kurienkardinal der römisch-katholischen Kirche
- Matteucci, Carlo (1811–1868), italienischer Physiker und Neurophysiologe
- Matteucci, Domenico (1895–1976), italienischer Sportschütze
- Matteucci, Felice (1808–1887), italienischer Hydraulik-Ingenieur und Erfinder
- Matteucci, Girolamo († 1609), Bischof von Viterbo und Tuscania
- Matteucci, Pellegrino (1850–1881), italienischer Afrikareisender
- Matteuccio (1667–1737), italienischer KastratMatteuccio (1667–1737)

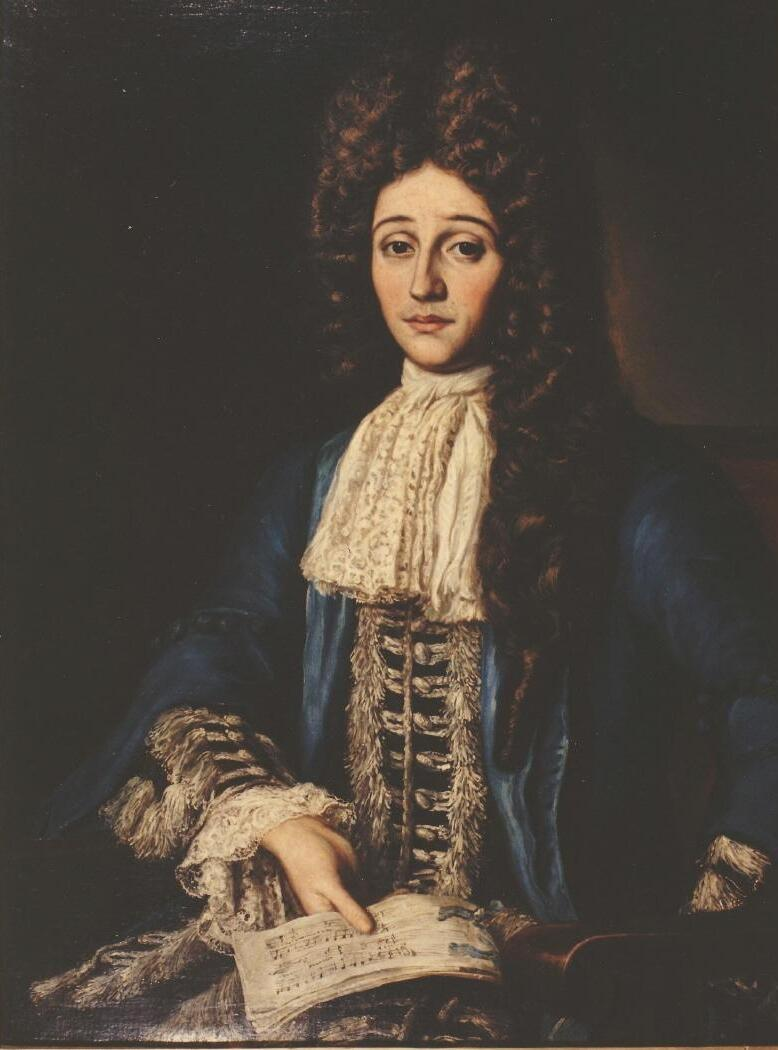
Matteuccio (1667–1737)

- Matteus, Arnold (1897–1986), estnischer Architekt
- Mattey, Robert A. (1910–1993), US-amerikanischer Spezialeffektekünstler

### Mattf
- Mattfeld, Jacquelyn (1925–2023), US-amerikanische Musikwissenschaftlerin und Hochschulverwalterin
- Mattfeld, Johannes (1895–1951), deutscher Botaniker
- Mattfeldt, Andreas (* 1969), deutscher Politiker (CDU), MdB
- Mattfeldt, Harald (* 1943), Ökonom
- Mattfeldt, Petra (* 1971), deutsche Autorin

### Matth

#### Mattha
- Matthä, Andreas (* 1962), österreichischer ManagerAndreas Matthä (* 1962)

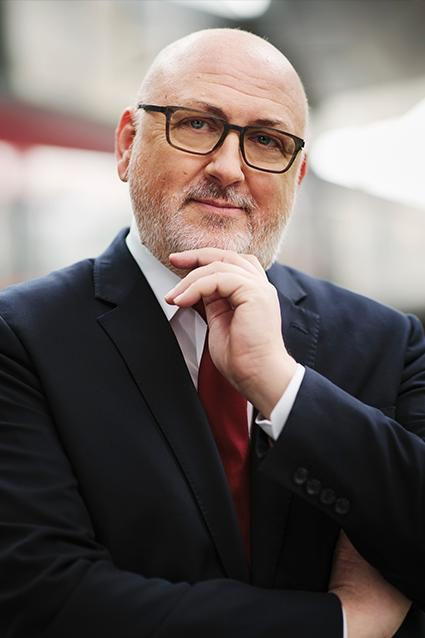
Andreas Matthä (* 1962)

- Matthae, Andreas (1968–2004), deutscher Politiker (SPD)
- Matthaei, Adelbert (1859–1924), deutscher Kunsthistoriker, Hochschullehrer, Präsident des Volkstags der Freien Stadt Danzig (1921)
- Matthaei, Bruno (1869–1947), deutscher Maler
- Matthaei, Carl Johann Conrad Michael (1744–1830), Ästhetiker und Hofmeister von Maria Antonia von Branconi
- Matthaei, Dieter (* 1949), deutscher Radiologe und Internist
- Matthaei, Friedrich (1865–1930), deutscher Gynäkologe und Hochschullehrer
- Matthaei, Friedrich Anton Levin (* 1774), deutscher lutherischer Geistlicher, Lehrer, Schulbuch-Autor und Schriftsteller
- Matthaei, Gabrielle (1876–1930), britische Pflanzenphysiologin
- Matthaei, Heinrich (1929–2025), deutscher Biochemiker
- Matthaei, Joachim (1911–1999), deutscher Architekt, Hochschullehrer, Autor, Maler Bühnenbildner
- Matthaei, Johann George (1680–1759), deutscher Kirchenlieddichter
- Matthaei, Karl Christian (1770–1847), deutscher Arzt
- Matthaei, Karl Otto (1863–1931), deutscher Kunstmaler, Zeichner und Grafiker
- Matthaei, Kurt (1886–1974), deutscher Jurist und Kommunalbeamter
- Matthaei, Leni (1873–1981), deutsche Textilkünstlerin
- Matthaei, Otto (1627–1702), deutscher evangelisch-lutherischer Geistlicher
- Matthaei, Otto (1670–1750), deutscher evangelisch-lutherischer Geistlicher und Pädagoge
- Matthaei, Renate (* 1928), deutsche Literaturwissenschaftlerin, Verlagslektorin, Herausgeberin und Autorin
- Matthaei, Richard (1853–1922), deutscher Politiker, Oberbürgermeister von Hamm
- Matthaei, Rupprecht (1895–1976), deutscher Physiologe und Hochschullehrer
- Matthaei, Stephan (1957–2016), deutscher Diabetologe
- Matthaei, Walter (1874–1953), deutscher Richter, Hamburger Politiker der Deutschen Demokratischen Partei (DDP) und Senator
- Matthaeis, Giuseppe De (1777–1857), italienischer Arzt
- Matthaeus von Boulogne, französischer Geistlicher und Schriftsteller
- Matthaeus, Johannes (1526–1588), deutscher evangelischer Theologe
- Matthaeus, William, US-amerikanischer Astro- und Plasmaphysiker
- Matthai Quelle, Horst (1912–1999), deutscher Philosoph
- Matthäi, Albert († 1924), deutscher Schriftsteller und Redakteur
- Matthäi, Christian Friedrich von (1744–1811), deutscher Altphilologe
- Matthäi, Friedrich (1777–1845), sächsischer Porträt- und Historienmaler
- Matthäi, Friedrich (1822–1891), Landtagsabgeordneter Großherzogtum Hessen
- Matthäi, Heinrich August (1781–1835), deutscher Violinist
- Matthäi, Karl Ludwig (1778–1848), deutscher Baumeister und Schriftsteller
- Matthäi, Klaus (1935–1986), deutscher Grafiker
- Matthäi, Ludwig (1813–1897), deutscher Jurist und Politiker
- Matthäi, Manfred, deutscher Skispringer
- Matthaiopoulos, Artemis, griechischer Politiker
- Matthaios Asanes Kantakuzenos († 1391), byzantinischer Kaiser, Despot von Morea
- Matthaios Blastares, spätbyzantinischer kirchlicher Autor
- Matthau, Charles (* 1962), US-amerikanischer Filmschauspieler und FilmregisseurCharles Matthau (* 1962)

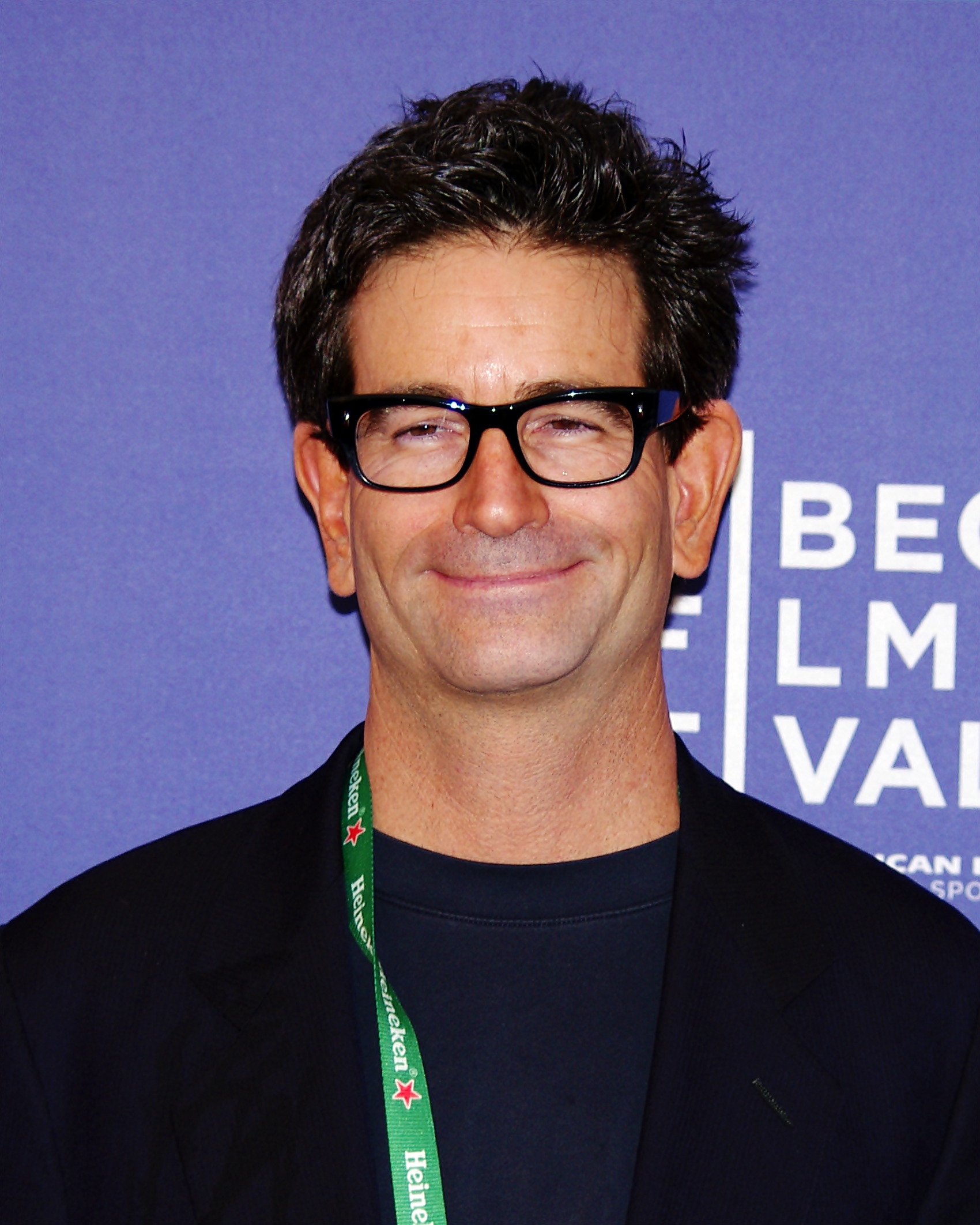
Charles Matthau (* 1962)

- Matthau, Walter (1920–2000), US-amerikanischer Schauspieler
- Matthäus, Verfasser des Matthäusevangeliums, ApostelMatthäus

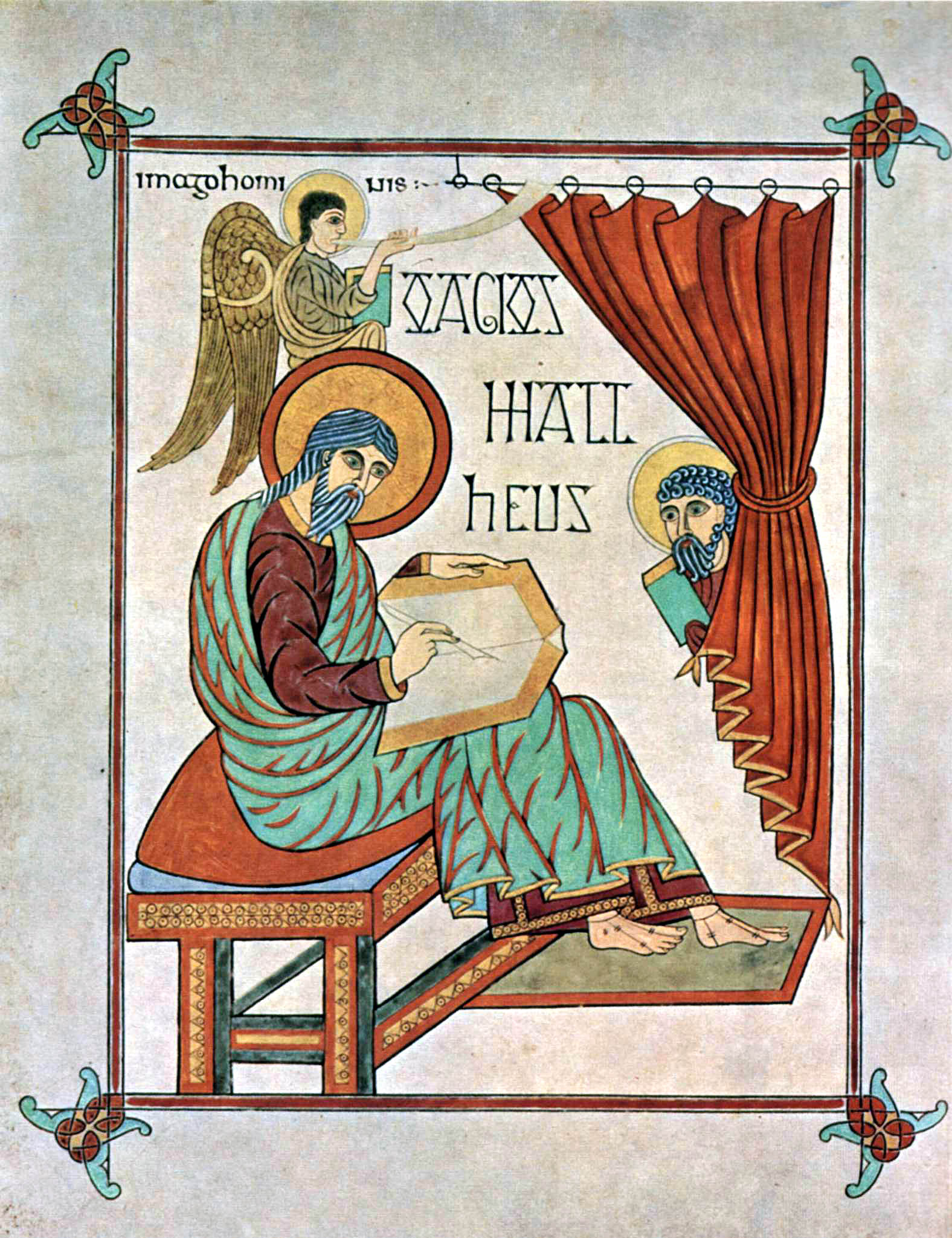
Matthäus

- Matthäus († 1166), römisch-katholischer Bischof von Krakau
- Matthäus an der Gassen († 1363), Fürstbischof von Brixen
- Matthäus Csák († 1321), ungarischer Herrscher und Adeliger
- Matthäus der Töpfer, ägyptischer christlicher Heiliger
- Matthäus I. († 1155), Graf von Beaumont-sur-Oise
- Matthäus I. († 1176), Herzog von Lothringen
- Matthäus II. († 1251), Herzog von Lothringen
- Matthäus III. († 1208), Graf von Beaumont-sur-Oise
- Matthäus Paris († 1259), Heraldiker, Chronist, Kartograph und Benediktinermönch
- Matthäus von Elsass († 1173), Graf von Boulogne (1159–1173)
- Matthäus von Flandern, deutscher Drucker
- Matthäus von Krakau († 1410), deutscher katholischer Theologe, Professor, Geheimer Rat, Bischof von Worms
- Matthäus von Vendôme, französischer Schriftsteller
- Matthäus von Vendôme († 1286), Abt von Saint-Denis
- Matthäus, Annegret, deutsche Handballspielerin
- Matthäus, Anton I. (1564–1637), deutscher Rechtswissenschaftler
- Matthäus, Anton II. (1601–1654), deutscher Rechtswissenschaftler
- Matthäus, Anton III. (1635–1710), niederländischer Rechtswissenschaftler
- Matthäus, Anton IV. (1672–1719), niederländischer Rechtswissenschaftler
- Matthäus, Christoph (1608–1647), deutscher Rhetoriker, Historiker und Mediziner in den Niederlanden
- Matthäus, Claudia (* 1976), deutsche Juristin, Richterin am Bundessozialgericht
- Matthäus, Doris (* 1963), deutsche Spieleautorin und Grafikerin für Brett- und Kartenspiele
- Matthäus, Gerhard (* 1924), deutscher Fußballspieler
- Matthäus, Hartmut (* 1950), deutscher Klassischer Archäologe
- Matthäus, Hildegard (1934–2020), deutsche Politikerin (CDU), MdL
- Matthäus, Jürgen (* 1959), deutscher Historiker
- Matthäus, Konrad (1519–1580), deutscher Jurist
- Matthäus, Konrad (1603–1639), deutscher Mediziner
- Matthäus, Liliana (* 1987), ukrainisch-deutsches Model
- Matthäus, Lothar (* 1961), deutscher Fußballspieler und -trainerLothar Matthäus (* 1961)

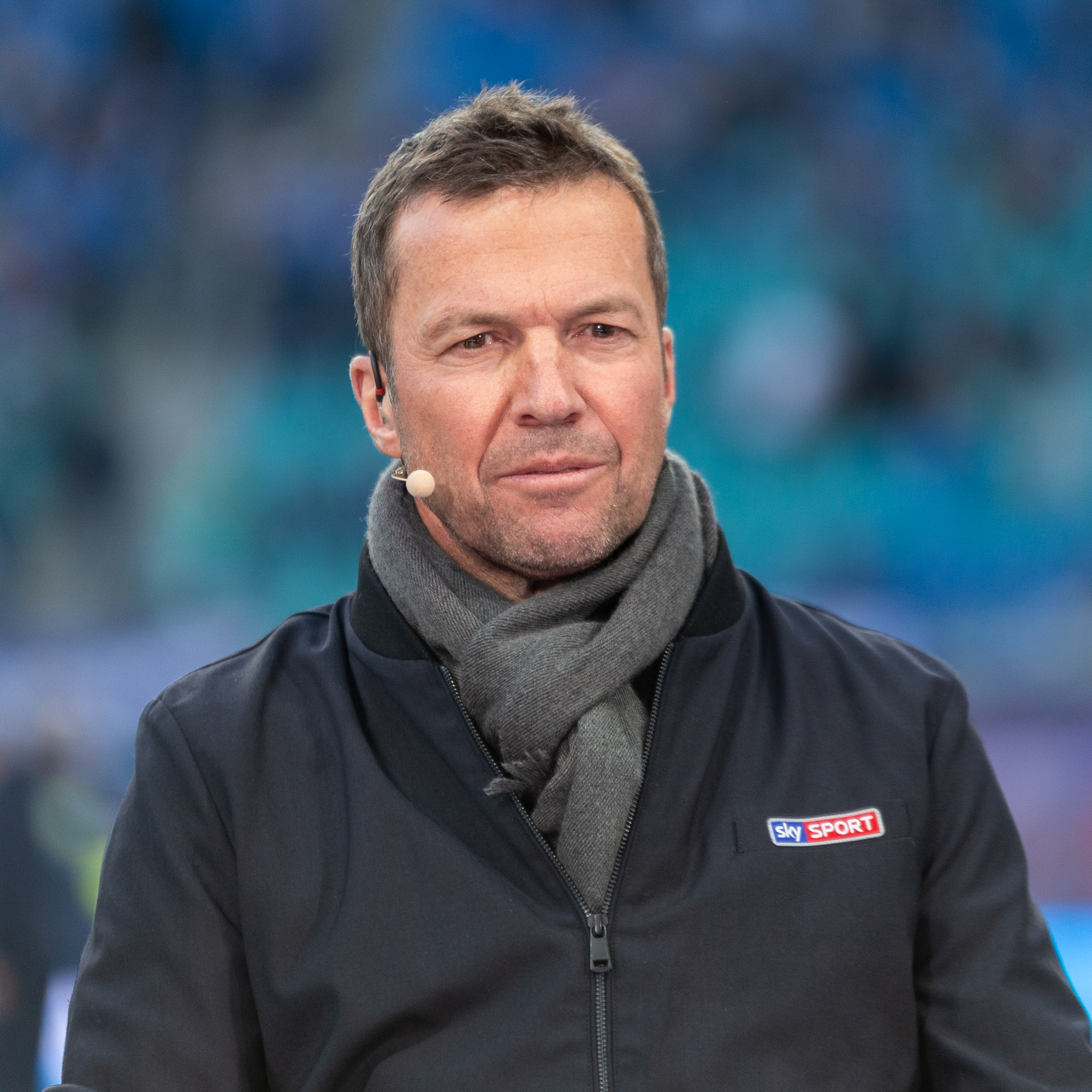
Lothar Matthäus (* 1961)

- Matthäus, Marie (* 1987), deutsche Schauspielerin und Sängerin
- Matthäus, Max (1883–1937), deutscher Kletterer
- Matthäus, Philipp (1554–1603), deutscher Rechtswissenschaftler
- Matthäus, Philipp (1621–1700), deutscher Mediziner
- Matthäus, Philipp (1641–1690), niederländischer Mediziner
- Matthäus, Wilhelm (1881–1968), deutscher Lehrer und Oberstudiendirektor, SS-Offizier und Kunstsammler
- Matthäus, Wolfgang (* 1937), deutscher Physiker und Ozeanograf
- Matthäus-Maier, Ingrid (* 1945), deutsche Politikerin (FDP/SPD), MdB
- Matthay, Tobias (1858–1945), englischer Musikpädagoge, Pianist und Komponist

#### Matthe
- Mattheck, Claus (* 1947), deutscher Materialforscher und Sachverständiger
- Matthée, Christian (* 1979), deutscher Fernsehmoderator und Reporter
- Matthee, Dalene (1938–2005), südafrikanische Schriftstellerin
- Matthée, Frank (* 1967), deutscher Hochzeitsplaner und Fernsehmoderator
- Matthee, Hans (1899–1969), deutscher Politiker (CDU); MdA
- Matthée, Ulrich (* 1941), deutscher Jurist und Politologe
- Matthei, Adolfo (1902–1939), chilenischer Landwirtschaftsingenieur
- Matthei, Evelyn (* 1953), chilenische Ökonomin und PolitikerinEvelyn Matthei (* 1953)

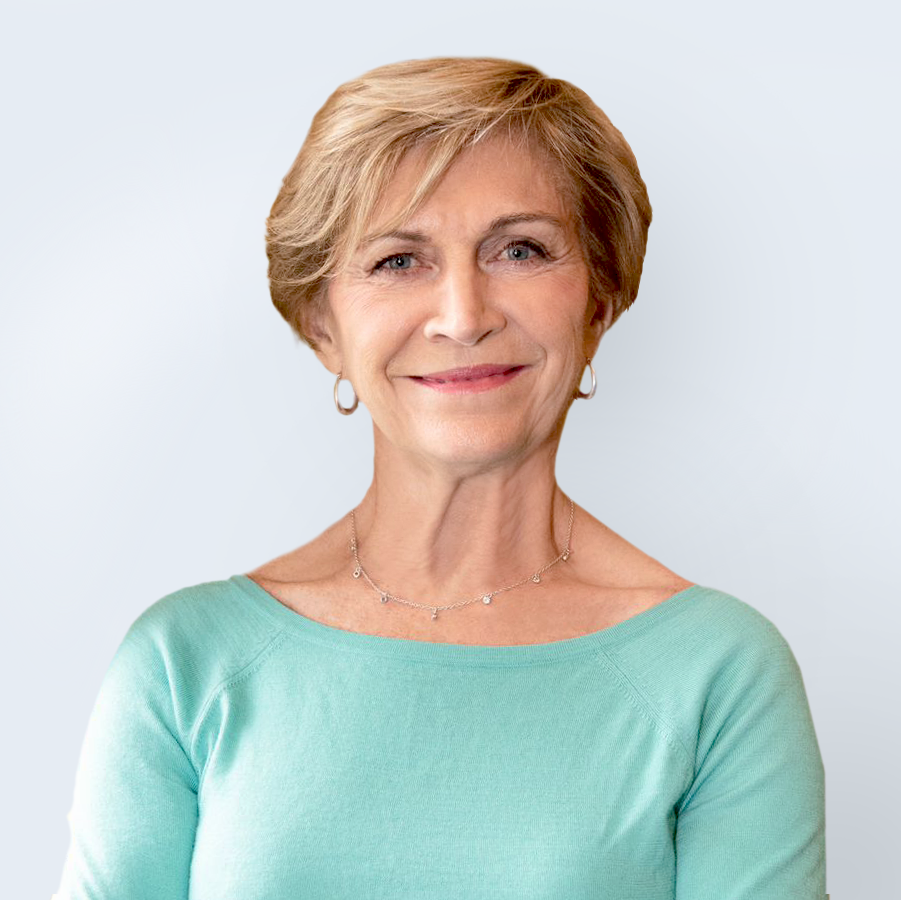
Evelyn Matthei (* 1953)

- Matthei, Fernando (1925–2017), chilenischer Luftwaffengeneral, Mitglied der Junta unter Pinochet
- Matthei, Johann Friedrich (1790–1874), deutscher Architekt und kurhessischer Landbaumeister
- Matthei, Lutz (* 1945), deutscher Fußballspieler
- Matthei, Renate (* 1954), deutsche Musikverlegerin
- Matthei, Theodor (1857–1920), deutscher Landschafts- und Genremaler
- Mattheier, Klaus J. (1941–2020), deutscher Dialektologe und Soziolinguist
- Mattheis, Hilde (* 1954), deutsche Politikerin (SPD), MdB
- Mattheis, Jörg (* 1944), deutscher Leichtathlet
- Mattheis, Lisa Felicitas (* 1985), deutsche Kunsthistorikerin, Kuratorin und Museumsdirektorin
- Mattheis, Oliver (* 1995), deutscher Radrennfahrer
- Mattheis, Petra (* 1967), bildende Künstlerin und Fotografin
- Mattheis, Philipp (* 1979), deutscher Journalist und Autor
- Mattheis, Ruth (1919–2010), deutsche Medizinerin
- Mattheis, Walter (* 1923), deutscher Fußballtorhüter
- Mattheiß, Hermann (1893–1934), deutscher Jurist, SA-Führer und Polizist
- Matthes, Agneta (1847–1909), niederländische Unternehmerin
- Matthes, Alexander (1951–1984), deutscher Maler und Grafiker
- Matthes, Anne (* 1985), deutsche Volleyballspielerin
- Matthes, Ansgar (1924–2008), deutscher Neuropädiater und Epileptologe
- Matthes, August (1854–1937), Mundartdichter
- Matthes, August (1858–1945), deutscher Theologe
- Matthes, Axel (* 1936), deutscher Verleger
- Matthes, Benno (1825–1911), deutscher Zoologe
- Matthes, Christian Gottfried (1738–1817), deutscher Maler, Radierer und Zeichenlehrer
- Matthes, Dagmar (* 1968), deutsche Triathletin
- Matthes, Denny (* 1983), deutscher Fußballspieler
- Matthes, Dieter (1919–2012), deutscher Biologe, Zoologe sowie Hochschullehrer
- Matthes, Dieter (* 1952), deutscher Arzt, Fotograf und Schauspieler
- Matthes, Diógenes da Silva (1931–2016), brasilianischer Geistlicher, römisch-katholischer Altbischof von Franca
- Matthes, Eberhard (1915–1998), deutscher Lehrer, Heimatforscher und Denkmalpfleger, Ehrenbürger von Elsterwerda
- Matthes, Erich (1888–1970), deutscher völkischer Verleger und Heimatforscher
- Matthes, Erich (* 1906), deutscher Landrat und Provinzialrat
- Matthes, Erich (1908–1987), deutscher Gewerkschaftsfunktionär
- Matthes, Ernst (1878–1918), deutscher Maler
- Matthes, Ernst (1889–1958), deutscher Zoologe und Hochschullehrer
- Matthes, Eva (* 1962), deutsche Pädagogin, Soziologin und Hochschullehrerin
- Matthes, Felix (* 1962), deutscher UmweltökonomFelix Matthes (* 1962)

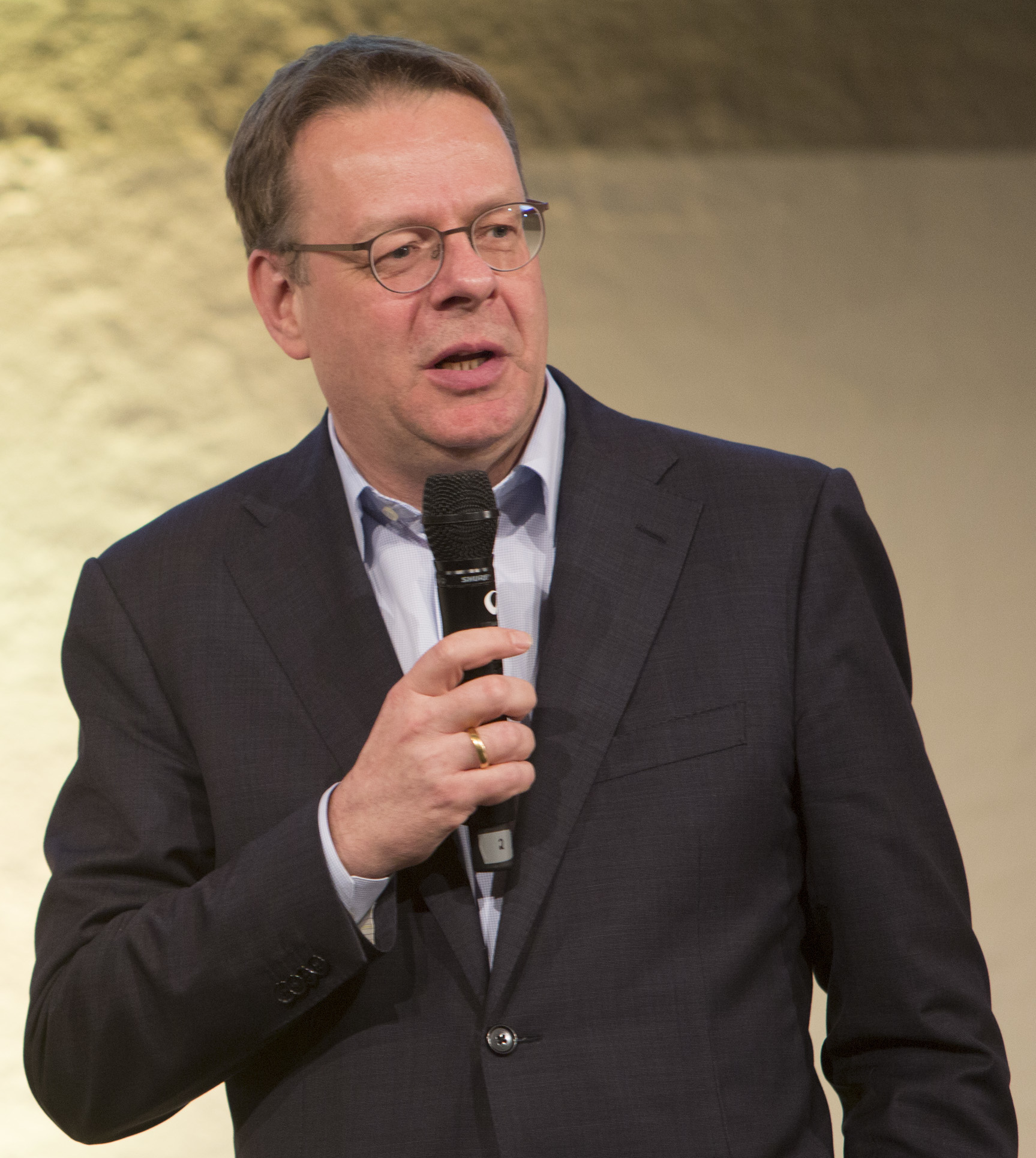
Felix Matthes (* 1962)

- Matthes, François E. (1874–1948), Geologe und Experte für topografische Kartografie, Gletscher und Klimawandel
- Matthes, Friedrich (1881–1950), deutscher Offizier, zuletzt Konteradmiral (W) der Kriegsmarine
- Matthes, Georg (* 1942), deutscher Mangazeichner, Fernsehproduzent und Fotograf
- Matthes, Gesine (* 1955), deutsche Politikerin (CDU), MdL
- Matthes, Gottfried (1938–2019), deutscher Fußballspieler
- Matthes, Günter (1920–1995), deutscher Journalist
- Matthes, Günter (1936–2019), deutscher Politiker (Grüne), MdL
- Matthes, Hans-Christoph (1932–2016), deutscher Jurist und Richter am Bundesarbeitsgericht
- Matthes, Harald (* 1961), deutscher MedizinerHarald Matthes (* 1961)

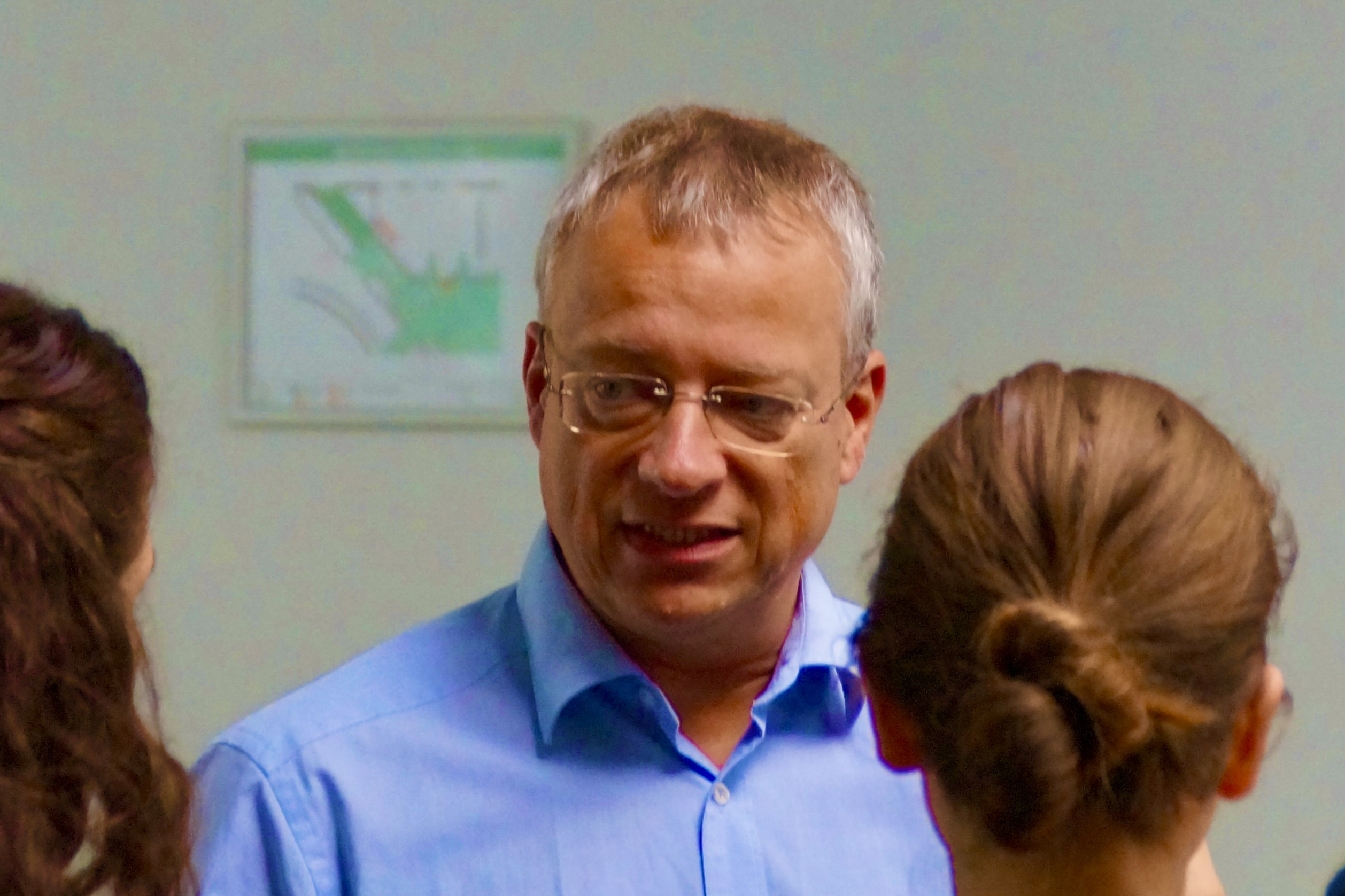
Harald Matthes (* 1961)

- Matthes, Heinrich (1902–1978), deutscher SS-Unterscharführer und verurteilter Kriegsverbrecher im Treblinka-Prozess
- Matthes, Heinz (1897–1976), deutscher Politiker (DHP, DP, GDP), MdB
- Matthes, Heinz (1927–1988), deutscher Wirtschaftsfunktionär und Minister der DDR
- Matthes, Helmut (1935–2019), deutscher Gesellschaftswissenschaftler, Hochschullehrer und Diplomat
- Matthes, Hermann (1869–1931), deutscher Lebensmittelchemiker
- Matthes, Hermann (1901–1976), deutscher Theologe und Politiker (CDU), MdL
- Matthes, Hubert (1929–2018), deutscher Landschaftsarchitekt
- Matthes, Huldreich (1850–1926), deutscher Forstmann und Hochschullehrer
- Matthes, Joachim (* 1915), deutscher Kaufmann und Filmproduzent
- Matthes, Joachim (1930–2009), deutscher Soziologe
- Matthes, Johannes (1798–1866), deutscher Politiker und Landwirt
- Matthes, Josef Friedrich (1886–1943), deutscher Politiker (SPD), rheinischer Separatistenführer und Ministerpräsident der Rheinischen Republik (1923)
- Matthes, Karl (1905–1962), deutscher Mediziner, Kreislaufforscher, Internist
- Matthes, Karl Friedrich (1829–1904), deutscher Politiker, MdL (Königreich Sachsen)
- Matthes, Karl-Heinz, deutscher Radrennfahrer
- Matthes, Katja (* 1975), deutsche Klimawissenschaftlerin
- Matthes, Klaus (1931–1998), deutscher Mathematiker
- Matthes, Klaus-Jürgen (* 1945), deutscher Ingenieur und Hochschullehrer
- Matthes, Kurt (1914–2012), deutscher Politiker (SPD), MdB
- Matthes, Livia (* 1990), deutsche Schauspielerin
- Matthes, Lothar (* 1947), deutscher Wasserspringer
- Matthes, Marco (* 1977), deutscher Schauspieler
- Matthes, Marion Charles (1906–1980), US-amerikanischer Jurist und Politiker
- Matthes, Markus (1977–2011), deutscher Offizier und Träger des Ehrenkreuzes der Bundeswehr
- Matthes, Mathieu Elie (1808–1868), Unternehmer in der chemischen Industrie
- Matthes, Max (1865–1930), deutscher Internist, Rektor der Universität Königsberg
- Matthes, Nikolaus (* 1981), deutscher und schweizerischer Musiker, Komponist, Regisseur und Tonmeister
- Matthes, Paul (1872–1956), deutscher Maler und Grafiker
- Matthes, Paul (1879–1948), deutscher Fußballspieler
- Matthes, Rainer (* 1941), deutscher Landwirt und Politiker (CDU), MdL
- Matthes, Roland (1950–2019), deutscher Schwimmer, Weltrekordhalter und vierfacher Olympiasieger
- Matthes, Ruthie (* 1965), US-amerikanische Radsportlerin
- Matthes, Sebastian (* 1977), deutscher Journalist
- Matthes, Siegfried (1913–1999), deutscher Mineraloge und Petrologe
- Matthes, Sven (* 1969), deutscher Leichtathlet
- Matthes, Theodor (1909–2006), deutscher Chirurg und Onkologe
- Matthes, Tim (* 1999), deutscher Handballspieler
- Matthes, Ulrich (* 1959), deutscher SchauspielerUlrich Matthes (* 1959)

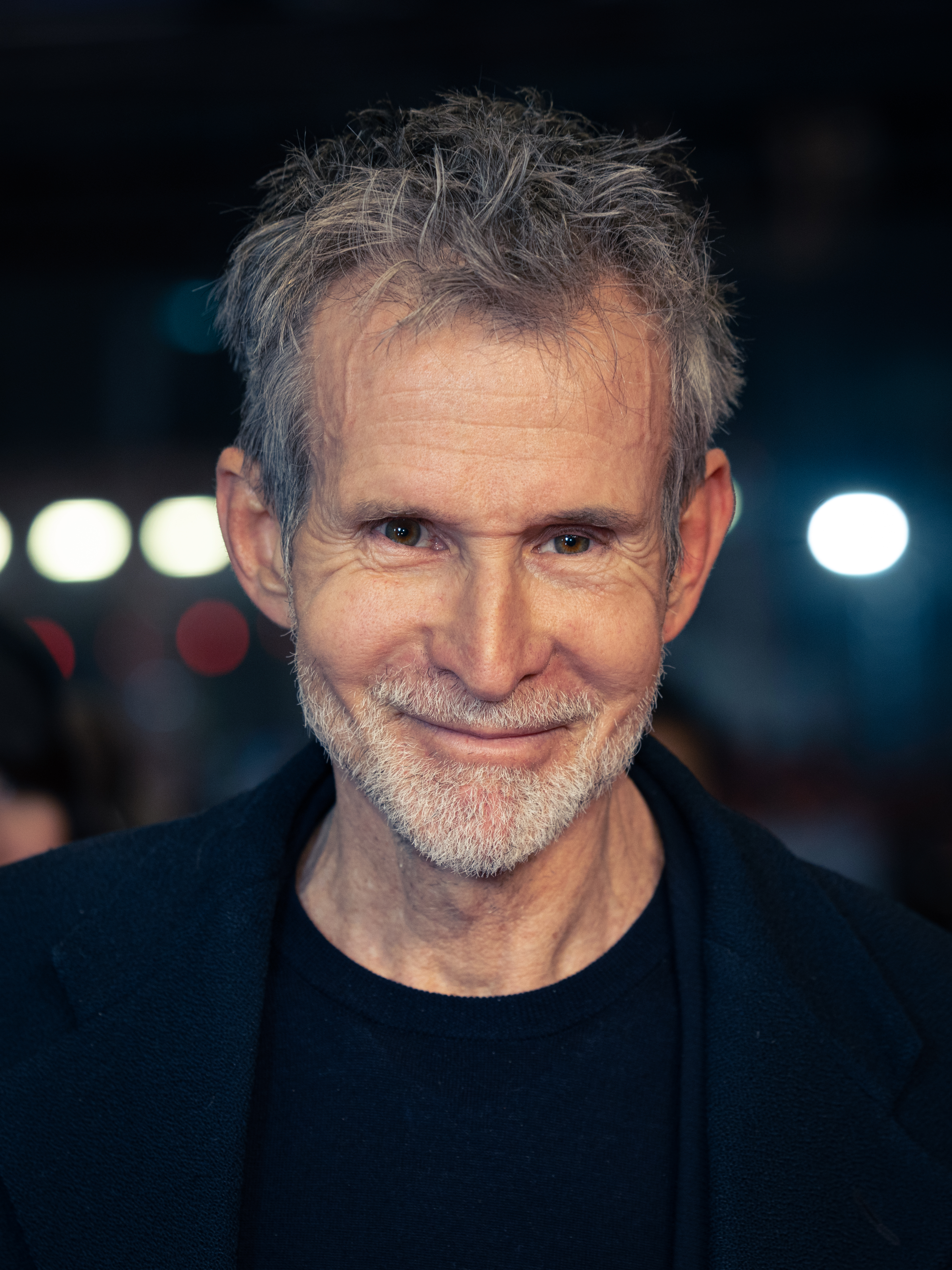
Ulrich Matthes (* 1959)

- Matthes, Walter (1901–1997), deutscher Prähistoriker
- Matthes, Winfried (1941–2010), deutscher Wirtschaftswissenschaftler, Hochschullehrer und Professor an der Bergischen Universität Wuppertal
- Mattheson, Johann (1681–1764), deutscher Opernsänger (Tenor), Komponist, Musikschriftsteller und Mäzen
- Matthess, Georg (1932–2017), deutscher Hydrogeologe
- Mattheuer, Wolfgang (1927–2004), deutscher Maler, Graphiker und Bildhauer
- Mattheuer-Neustädt, Ursula (1926–2021), deutsche Zeichnerin, Grafikerin, Autorin und Lehrerin
- Mattheus, Bernd (1953–2009), deutscher Schriftsteller
- Mattheus, Ülo (* 1956), estnischer Schriftsteller und Journalist
- Matthew († 1199), schottischer Geistlicher
- Matthew of Crambeth († 1309), schottischer Geistlicher und Diplomat
- Matthew, Amenta (* 1952), marshallische Politikerin
- Matthew, George Frederic (1837–1923), kanadischer Paläontologe und Geologe
- Matthew, Nick (* 1980), englischer Squashspieler
- Matthew, Patrick (1790–1874), schottischer Baumschulgärtner und Sozialreformer
- Matthew, Scott, australischer Sänger und Lyriker
- Matthew, Wayne (* 1958), australischer Politiker (Liberal Party)
- Matthew, William Diller (1871–1930), Wirbeltierpaläontologe und Zoogeograph
- Matthews, A. E. (1869–1960), britischer Schauspieler
- Matthews, Adam (* 1992), walisischer Fußballspieler
- Matthews, Al (1942–2018), US-amerikanischer Schauspieler und Sänger
- Matthews, Aron (* 1994), österreichischer Musikproduzent, DJ und Komponist
- Matthews, Auston (* 1997), US-amerikanisch-mexikanischer EishockeyspielerAuston Matthews (* 1997)

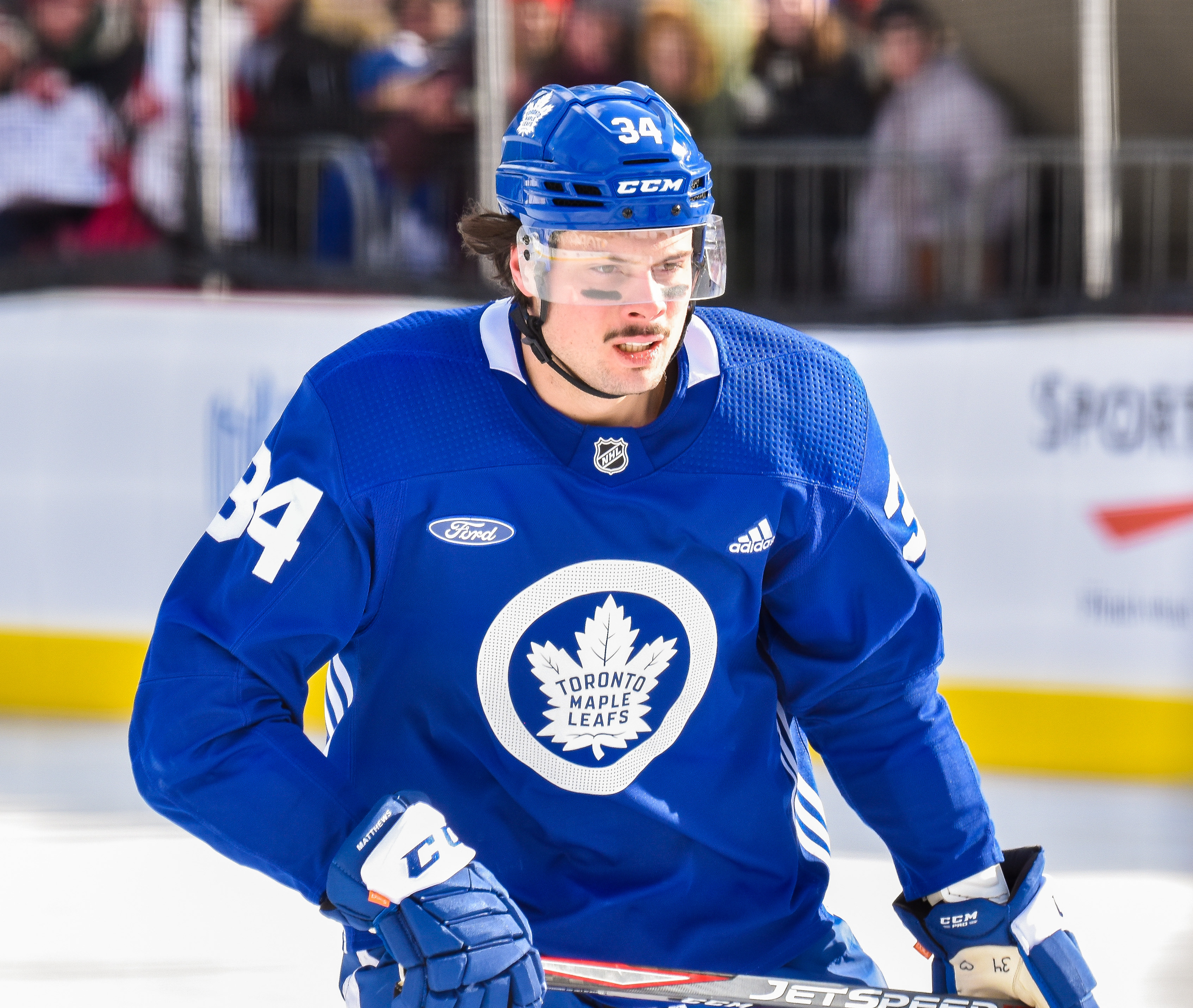
Auston Matthews (* 1997)

- Matthews, Benjamin (* 1985), deutscher Moderator und Reporter
- Matthews, Brenda (* 1949), neuseeländische Hürdenläuferin und Sprinterin
- Matthews, Bruce (* 1961), US-amerikanischer American-Football-Spieler
- Matthews, Burton (* 1985), südafrikanischer Eishockeyspieler
- Matthews, Caroline (1877–1927), englisch-britische Ärztin und Kriegsberichterstatterin
- Matthews, Cecil (1914–1987), neuseeländischer Langstreckenläufer
- Matthews, Cerys (* 1969), britische Sängerin und Songschreiberin
- Matthews, Charles (1856–1932), US-amerikanischer Politiker
- Matthews, Cheyna (* 1993), US-amerikanische Fußballspielerin
- Matthews, Chris (* 1945), US-amerikanischer Fernsehmoderator
- Matthews, Chris (* 1989), US-amerikanischer American-Football-Spieler
- Matthews, Claude (1845–1898), US-amerikanischer Politiker
- Matthews, Clay (* 1986), US-amerikanischer American-Football-Spieler
- Matthews, Dakin (* 1940), US-amerikanischer Schauspieler
- Matthews, Darren (* 1991), barbadischer Radrennfahrer
- Matthews, Dave (1911–1997), US-amerikanischer Jazz-Saxophonist und Arrangeur
- Matthews, Dave (* 1967), US-amerikanischer Singer-SongwriterDave Matthews (* 1967)

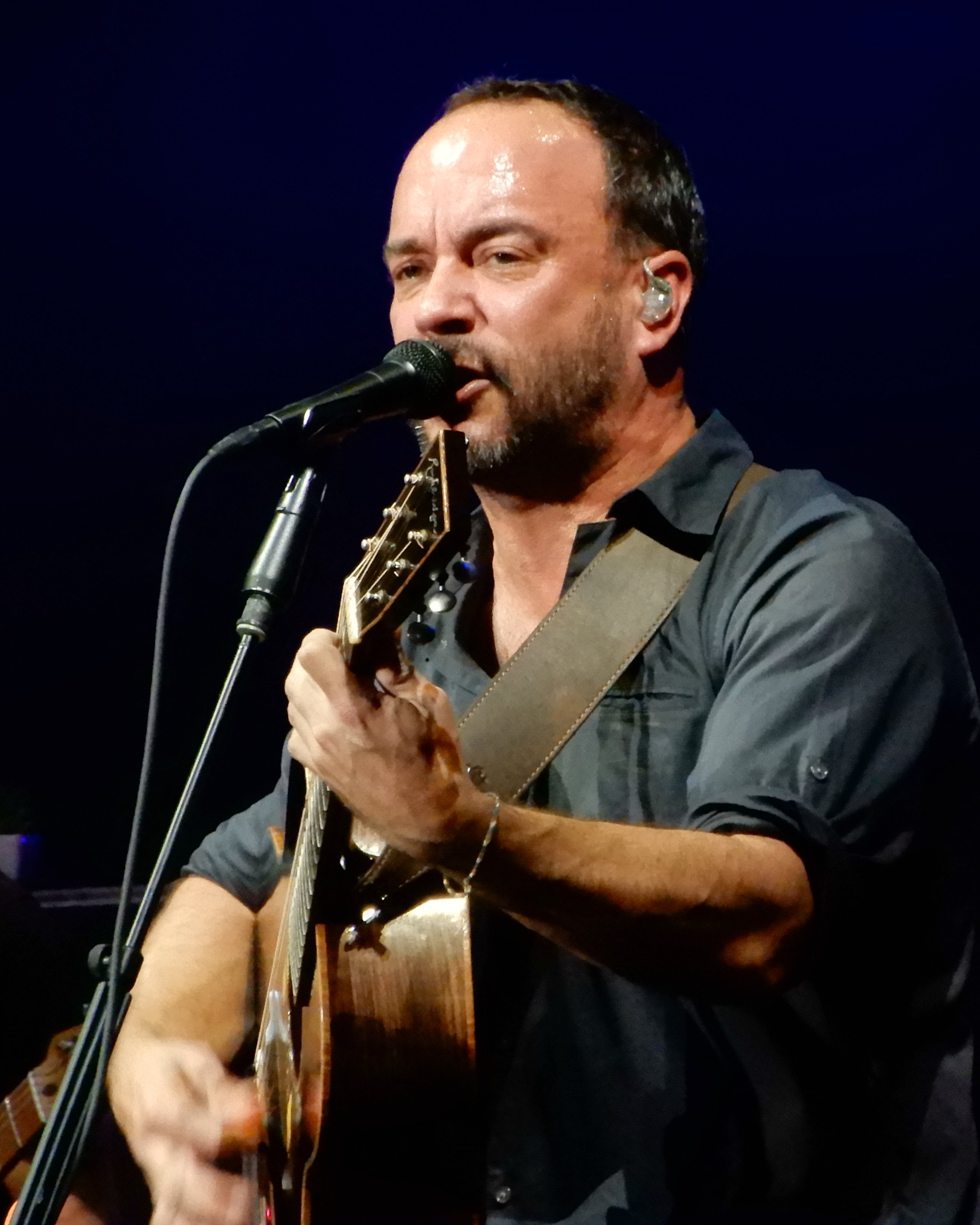
Dave Matthews (* 1967)

- Matthews, Denis (1919–1988), britischer Pianist, Musikpädagoge und Musikwissenschaftler
- Matthews, Donald Ray (1907–1997), US-amerikanischer Politiker
- Matthews, Drummond Hoyle (1931–1997), britischer Meeres-Geologe und Geophysiker
- Matthews, Edward (1904–1954), US-amerikanischer Sänger (Bariton) und Gesangspädagoge
- Matthews, Elaine (1942–2011), britische Klassische Altertumswissenschaftlerin, Althistorikerin und Namensforscherin
- Matthews, Emil (* 1895), deutscher Politiker (KPD), MdL
- Matthews, Francis (1903–1976), britischer Generalmajor
- Matthews, Francis (1927–2014), britischer Theater-, Film- und Fernsehschauspieler
- Matthews, Francis P. (1887–1952), US-amerikanischer Politiker und Verwaltungsjurist
- Matthews, Fritz, US-amerikanischer Stuntman, Schauspieler und Filmproduzent
- Matthews, Gareth (1929–2011), US-amerikanischer Philosoph
- Matthews, George (1912–1982), US-amerikanischer Jazz-Posaunist des Swing
- Matthews, Gilbert (1943–2020), südafrikanischer Jazzmusiker
- Matthews, Gwenda (* 1944), britische Hoch- und Weitspringerin
- Matthews, H. Freeman (1899–1986), US-amerikanischer Diplomat
- Matthews, Hayley (* 1998), barbadische Cricketspielerin der West Indies
- Matthews, Henry, 1. Viscount Llandaff (1826–1913), britischer Politiker (Conservative Party), Mitglied des House of Commons und Peer
- Matthews, Herbert (1900–1977), US-amerikanischer Journalist bei The New York Times
- Matthews, Holger (* 1951), deutscher Politiker (GAL), MdHB
- Matthews, Iain (* 1946), britischer Folk-Sänger und -GitarristIain Matthews (* 1946)

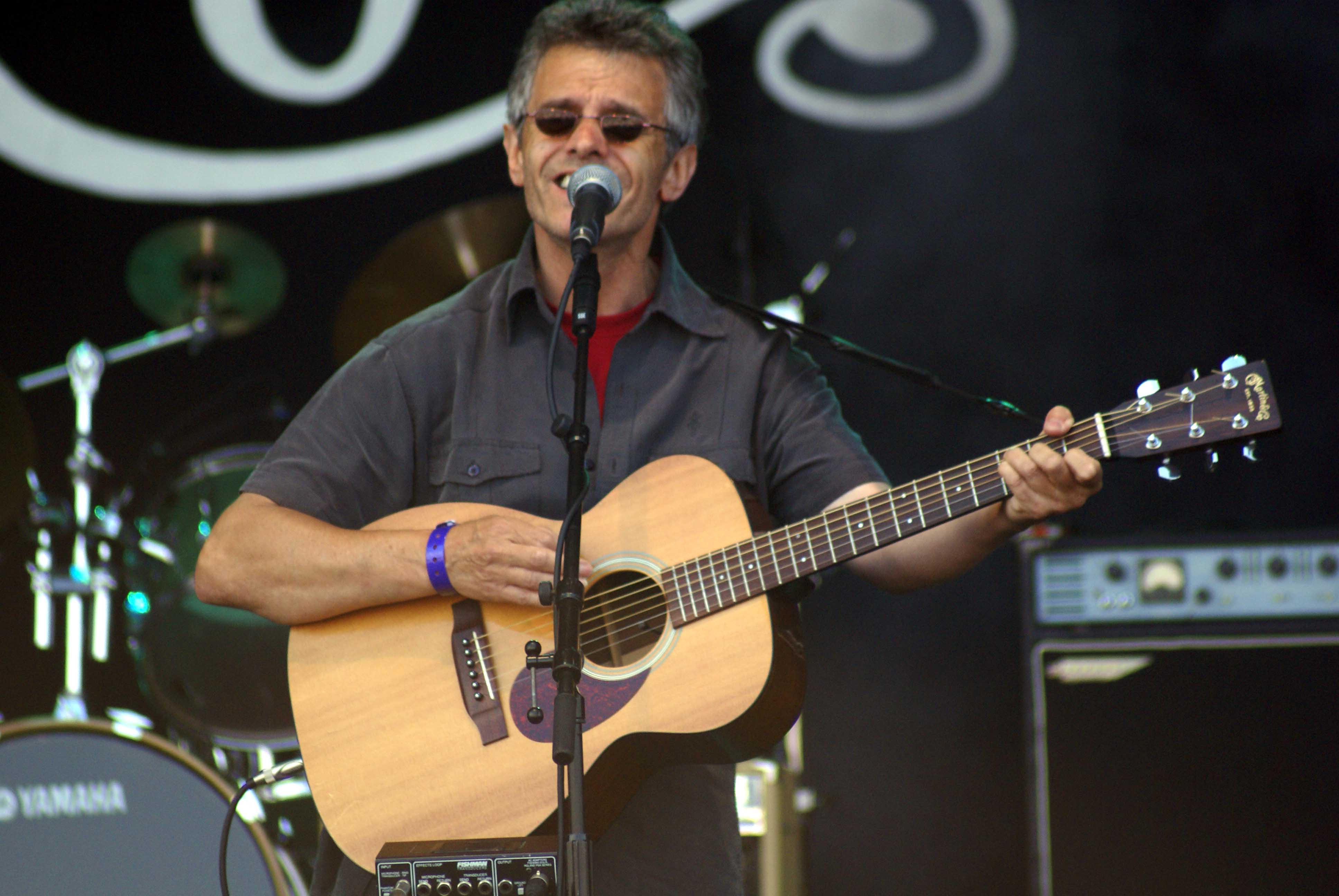
Iain Matthews (* 1946)

- Matthews, Ian (* 1948), britischer Sprinter
- Matthews, Jake (* 1992), US-amerikanischer American-Football-Spieler
- Matthews, James Robert (1889–1978), schottischer Botaniker
- Matthews, Jason (1951–2021), US-amerikanischer Autor und Mitarbeiter der CIA
- Matthews, Jason (* 1970), britischer Boxer
- Matthews, Jessie (1907–1981), britische Schauspielerin
- Matthews, Jim (* 1961), US-amerikanischer Autorennfahrer und Rennstallbesitzer
- Matthews, Joe (1929–2010), südafrikanischer Jurist und Politiker
- Matthews, John F. (* 1940), britischer Altphilologe
- Matthews, Joseph W. (1812–1862), US-amerikanischer Politiker
- Matthews, Katrina (* 1991), britische Duathletin und Triathletin
- Matthews, Kelly (* 1983), englische Badmintonspielerin
- Matthews, Ken (1934–2019), britischer Geher und Olympiasieger
- Matthews, Krissy (* 1992), britisch-norwegischer Bluesrock-Gitarrist und Singer-Songwriter
- Matthews, Laura S. (* 1964), britische Kinderbuchautorin
- Matthews, Lester (1900–1975), britischer Schauspieler
- Matthews, Liesel (* 1984), US-amerikanische Schauspielerin und ErbinLiesel Matthews (* 1984)

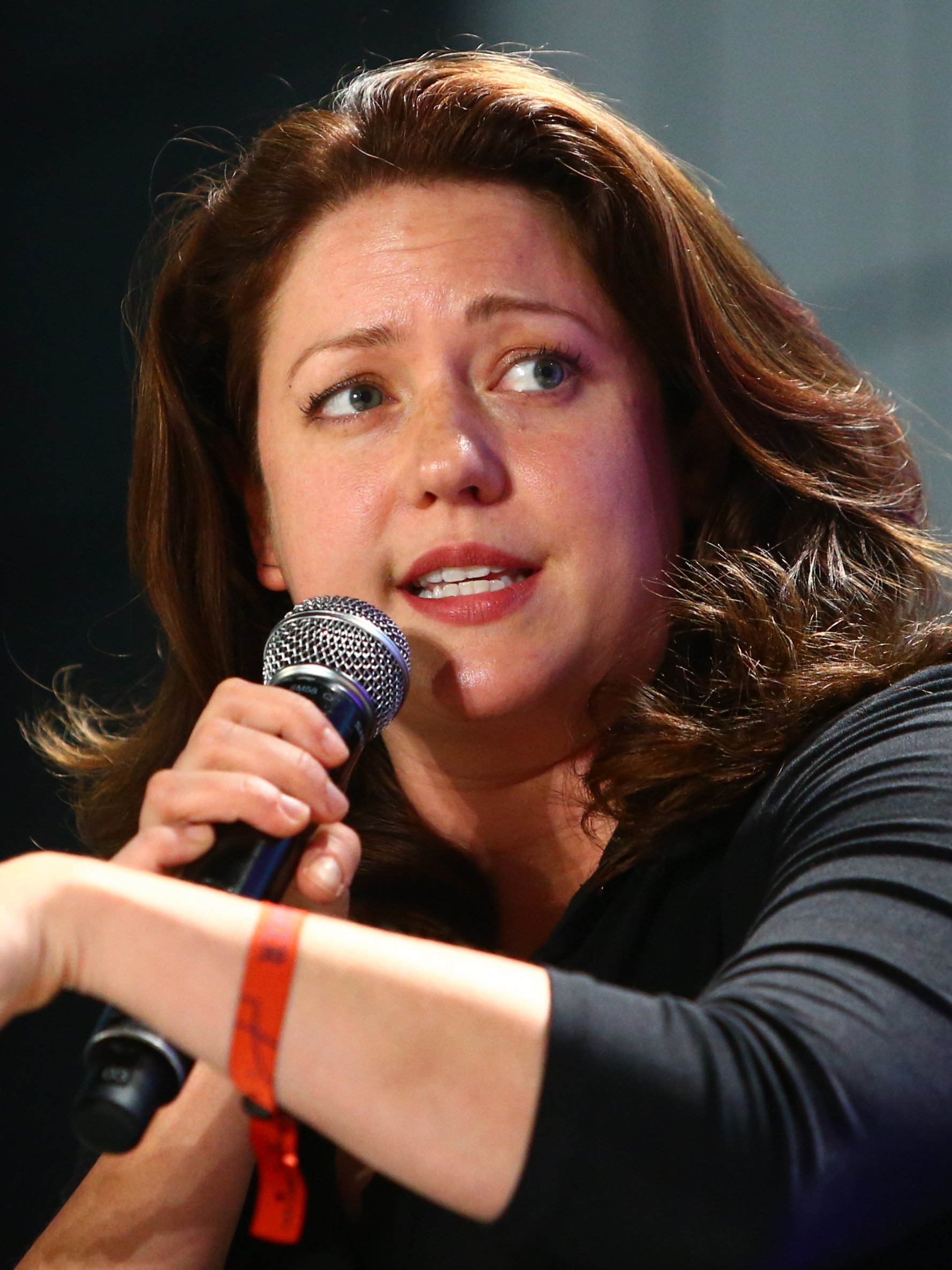
Liesel Matthews (* 1984)

- Matthews, Llew (* 1946), US-amerikanischer Jazzmusiker (Piano, Keyboards, Arrangement)
- Matthews, Margaret (* 1935), US-amerikanische Sprinterin und Weitspringerin
- Matthews, Marjorie (1916–1986), erste Bischöfin der evangelisch-methodistischen Kirche
- Matthews, Matty (1873–1948), US-amerikanischer Boxer und Weltmeister im Weltergewicht
- Matthews, Maurice (1880–1957), britischer Sportschütze
- Matthews, Melanie (* 1986), kanadische Softballspielerin
- Matthews, Michael (* 1950), kanadischer Komponist und Dirigent
- Matthews, Michael (* 1990), australischer Radrennfahrer
- Matthews, Mikaela (* 1991), US-amerikanische Freestyle-Skisportlerin
- Matthews, Nelson E. (1852–1917), US-amerikanischer Politiker
- Matthews, Nicolas (* 1992), deutscher Schauspieler und Hörspielsprecher
- Matthews, Pam (* 1958), australische Speerwerferin
- Matthews, Paul (* 1983), australischer Duathlet und Triathlet
- Matthews, Paul Taunton (1919–1987), britischer Physiker
- Matthews, Peter (1934–2023), britischer Linguist
- Matthews, Peter (* 1943), britischer Radrennfahrer
- Matthews, Peter (1945–2023), britischer Sportkommentator und -statistiker
- Matthews, Peter (* 1989), jamaikanischer Sprinter
- Matthews, Pippa (* 1983), britische ProminentePippa Matthews (* 1983)

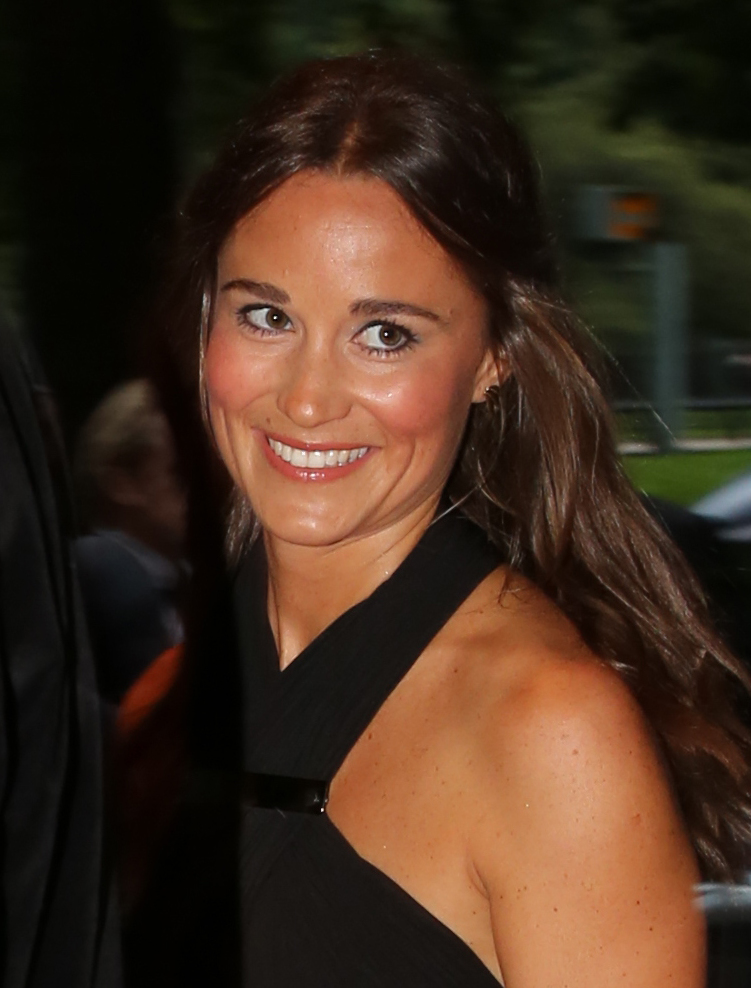
Pippa Matthews (* 1983)

- Matthews, Rachel (* 1993), US-amerikanische Schauspielerin
- Matthews, Rishard (* 1989), US-amerikanischer American-Football-Spieler
- Matthews, Robin (1927–2010), britischer Ökonom und Schachkomponist
- Matthews, Rodney (* 1945), britischer Maler und Illustrator
- Matthews, Roger (* 1942), britischer Langstreckenläufer
- Matthews, Roger (1948–2020), britischer Kriminologe
- Matthews, Roger (* 1954), britischer Vorderasiatischer Archäologe
- Matthews, Roland, vincentischer Politiker
- Matthews, Ron, Schlagzeuger von Iron Maiden
- Matthews, Rowena Green (* 1938), US-amerikanische Biochemikerin und Biophysikerin
- Matthews, Roy (1926–1992), britischer Bogenschütze
- Matthews, Sinead (* 1980), britische Schauspielerin
- Matthews, Stanley (1824–1889), US-amerikanischer Jurist und Politiker (Republikanische Partei)
- Matthews, Stanley (1915–2000), englischer FußballspielerStanley Matthews (1915–2000)

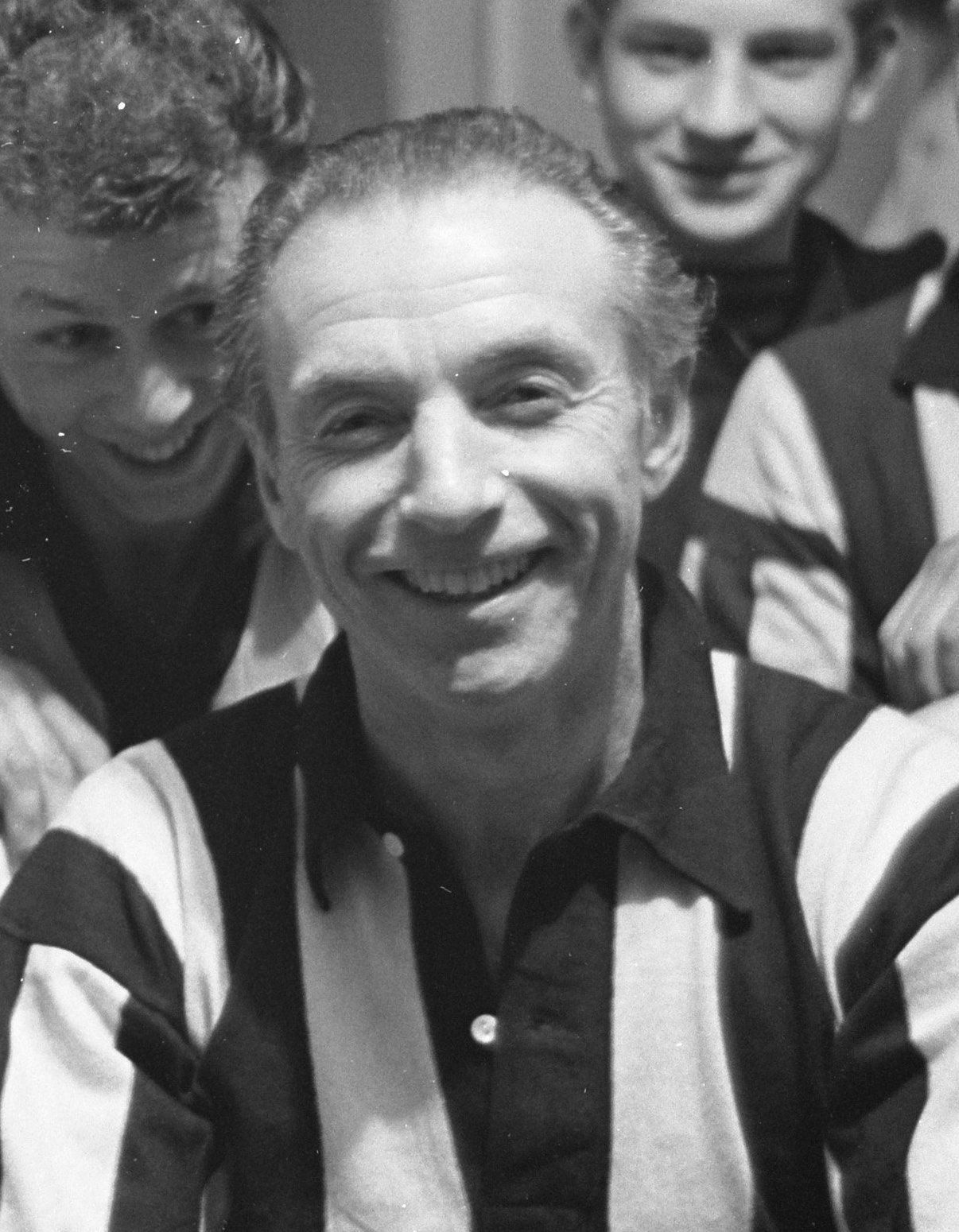
Stanley Matthews (1915–2000)

- Matthews, Steven, irischer Politiker
- Matthews, Teran (* 1980), vincentische Schwimmerin
- Matthews, Victor, Baron Matthews (1919–1995), britischer Unternehmer und Verleger
- Matthews, Victoria (* 1954), kanadische anglikanische Bischöfin
- Matthews, Victoria Earle (1861–1907), US-amerikanische Schriftstellerin, Essayistin, Journalistin und Aktivistin
- Matthews, Vince (* 1947), US-amerikanischer Sprinter und Olympiasieger
- Matthews, Virgil (* 1983), US-amerikanischer Basketballspieler
- Matthews, Wesley (* 1986), US-amerikanischer Basketballspieler
- Matthews, William (* 1755), US-amerikanischer Politiker
- Matthews, Willis S. (1904–1981), US-amerikanischer Offizier, Generalmajor der US-Army
- Matthews, Zachariah Keodirelang (1901–1968), südafrikanischer Anthropologe und Politiker (ANC), botswanischer Diplomat
- Matthews-Jouda, Todd (* 1979), sudanesisch-US-amerikanischer Hürdenläufer
- Matthey, André (1779–1842), Schweizer Arzt
- Matthey, Charles-Jules (1814–1863), Schweizer Politiker
- Matthey, Francis (1942–2025), Schweizer Politiker
- Matthey, Giles (* 1987), britischer SchauspielerGiles Matthey (* 1987)

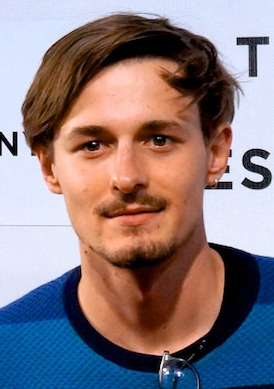
Giles Matthey (* 1987)

- Matthey, Heinrich (1825–1913), deutsch-amerikanischer Publizist
- Matthey, Jeanne (1886–1980), französische Tennisspielerin
- Matthey, Jules (1809–1893), Schweizer Politiker und Unternehmer
- Matthey, Pierre-Louis (1893–1970), Schweizer Dichter und Übersetzer
- Matthey, Robert (1900–1982), Schweizer Zoologe und Zytogenetiker

#### Matthi
- Matthiä, August Heinrich (1769–1835), deutscher Klassischer Philologe und Gymnasialdirektor
- Matthiä, Friedrich Christian (1763–1822), deutscher Pädagoge und Altphilologe, wissenschaftlicher Autor
- Matthiä, Konstantin (1808–1880), deutscher Klassischer Philologe und Gymnasiallehrer
- Matthiae, Christian (1584–1655), evangelischer Theologe
- Matthiae, Georg (1708–1773), deutscher Mediziner
- Matthiae, Gisela (* 1959), deutsche Theologin, Theaterpädagogin, Clownin
- Matthiae, Hans (1884–1948), deutscher Ruderer
- Matthiae, Salomon (1609–1665), Altorientalist und evangelisch-lutherischer Theologe
- Matthiae, Walter (1880–1960), deutscher Vizeadmiral der Kriegsmarine
- Matthias, Apostel, SchriftgelehrterMatthias

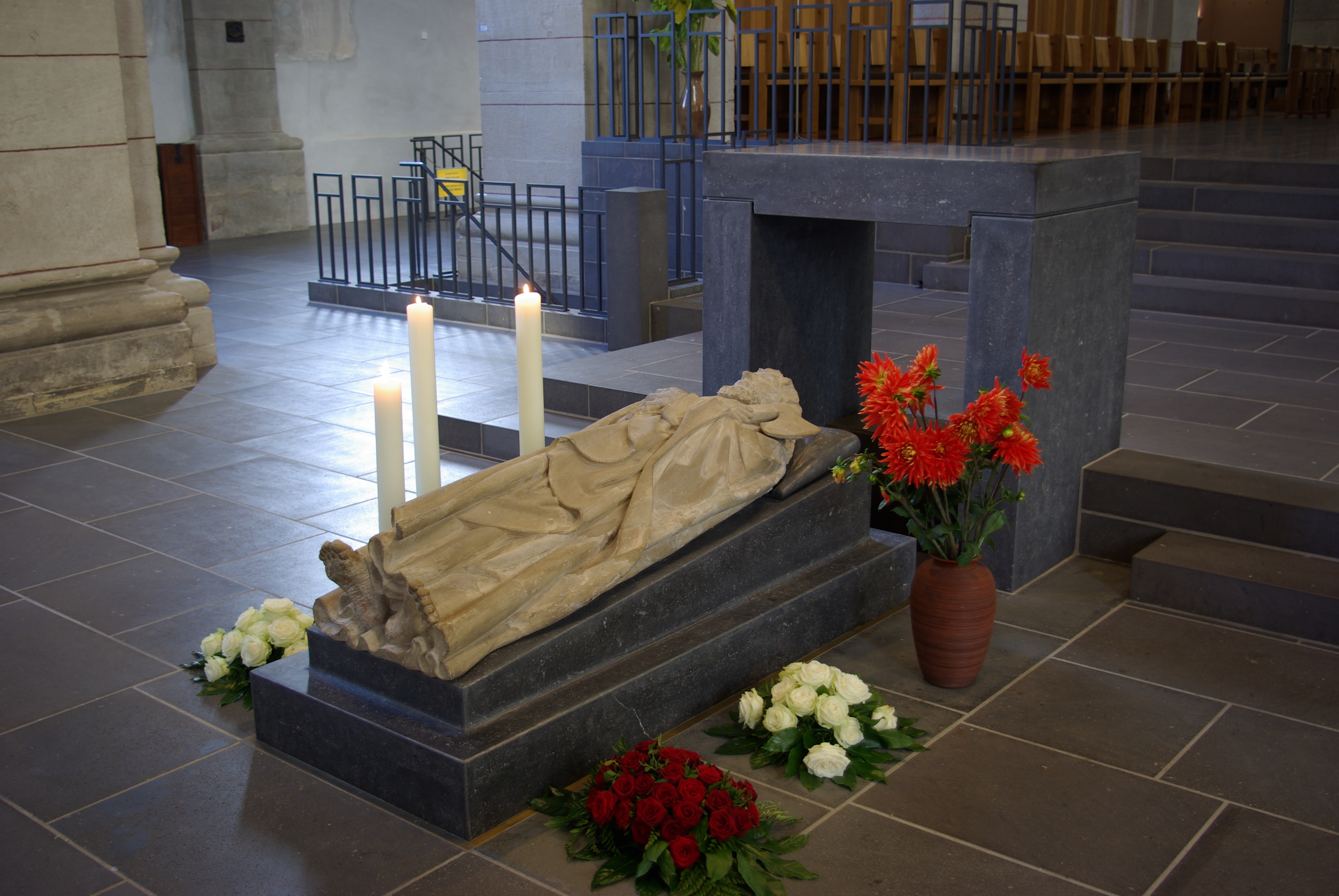
Matthias

- Matthias († 120), Bischof von Jerusalem, Heiliger
- Matthias († 1272), Herr von Trie, Mouchy und Plessis, Graf von Dammartin
- Matthias (1557–1619), Kaiser des Heiligen Römischen ReichsMatthias (1557–1619)

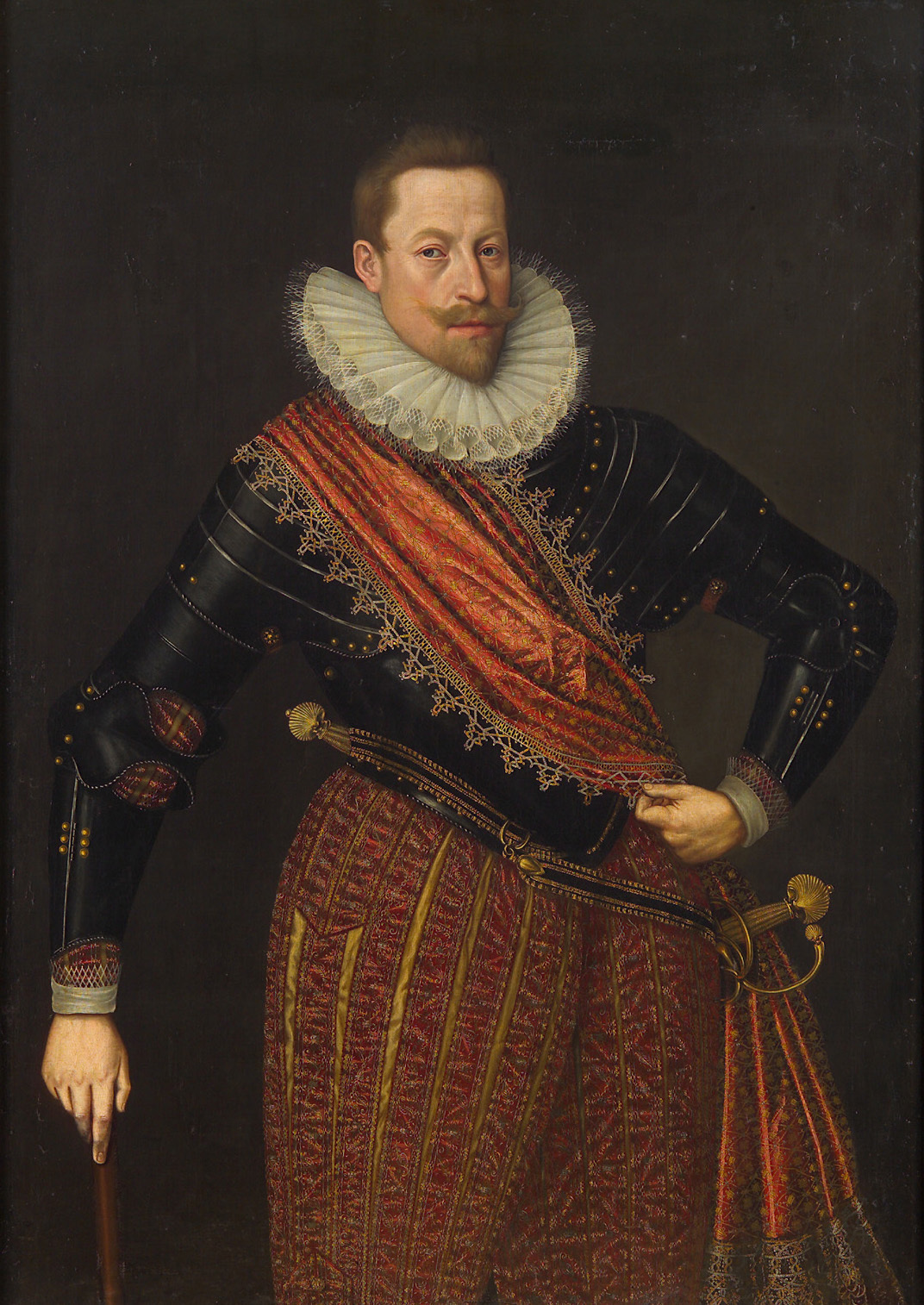
Matthias (1557–1619)

- Matthías Jochumsson (1835–1920), isländischer Nationaldichter und Pfarrer
- Matthías Kristjánsson (1924–1998), isländischer Skilangläufer
- Matthías Mathiesen (1931–2011), isländischer Politiker und Außenminister
- Matthias Sigurðarson (* 1991), isländischer Eishockeyspieler
- Matthias von Arras (1290–1352), französischer Architekt und Baumeister, der in Böhmen wirkte
- Matthias von Axekow († 1445), Ritter und mecklenburgischer Marschall
- Matthias von Edessa, armenischer Mönch und Chronist
- Matthias von Janov († 1393), tschechischer Priester, Schriftsteller und Philosoph und Reformator
- Matthias von Kunwald († 1500), Bischof der Böhmischen Brüder
- Matthias von Liegnitz, Theologieprofessor an der Karlsuniversität, Verfasser einer Predigtsammlung
- Matthias von Neuenburg, deutscher Chronist
- Matthias, Adolf (1847–1917), Pädagoge und Schriftsteller in Schul- und Erziehungsfragen
- Matthias, Adolf (1882–1961), deutscher Pionier der Elektrotechnik in der Gewitter- und Hochspannungsforschung
- Matthias, Andre (* 1974), deutscher Komponist
- Matthias, Bernd (1918–1980), US-amerikanischer Physiker
- Matthias, Carsten (* 1963), deutscher Tischtennisspieler
- Matthias, Daniel (1571–1619), kurbrandenburgischer Geheimer Rat und Vizekanzler
- Matthias, Erich (1921–1983), deutscher Historiker und Politikwissenschaftler
- Matthias, Georg (* 1913), deutscher DBD-Funktionär, MdV
- Matthias, Günter (1934–2015), deutscher Tischtennisspieler
- Matthias, Herbert J. (1927–2001), Schweizer Vermessungsingenieur und Hochschullehrer
- Matthias, Johann Andreas (1761–1837), deutscher evangelischer Theologe und Lehrer
- Matthias, Karl (1802–1863), Königlich Hannoverscher Hof-Goldschmied, Silberarbeiter und Juwelier
- Matthias, Karl-Heinz (* 1945), deutscher Beamter und Präsident des Zollkriminalamtes bis April 2010
- Matthias, Leo (1893–1970), deutscher Journalist, Reiseschriftsteller und Soziologe
- Matthias, Lisa (1894–1982), deutsche Journalistin und VerlegerinLisa Matthias (1894–1982)

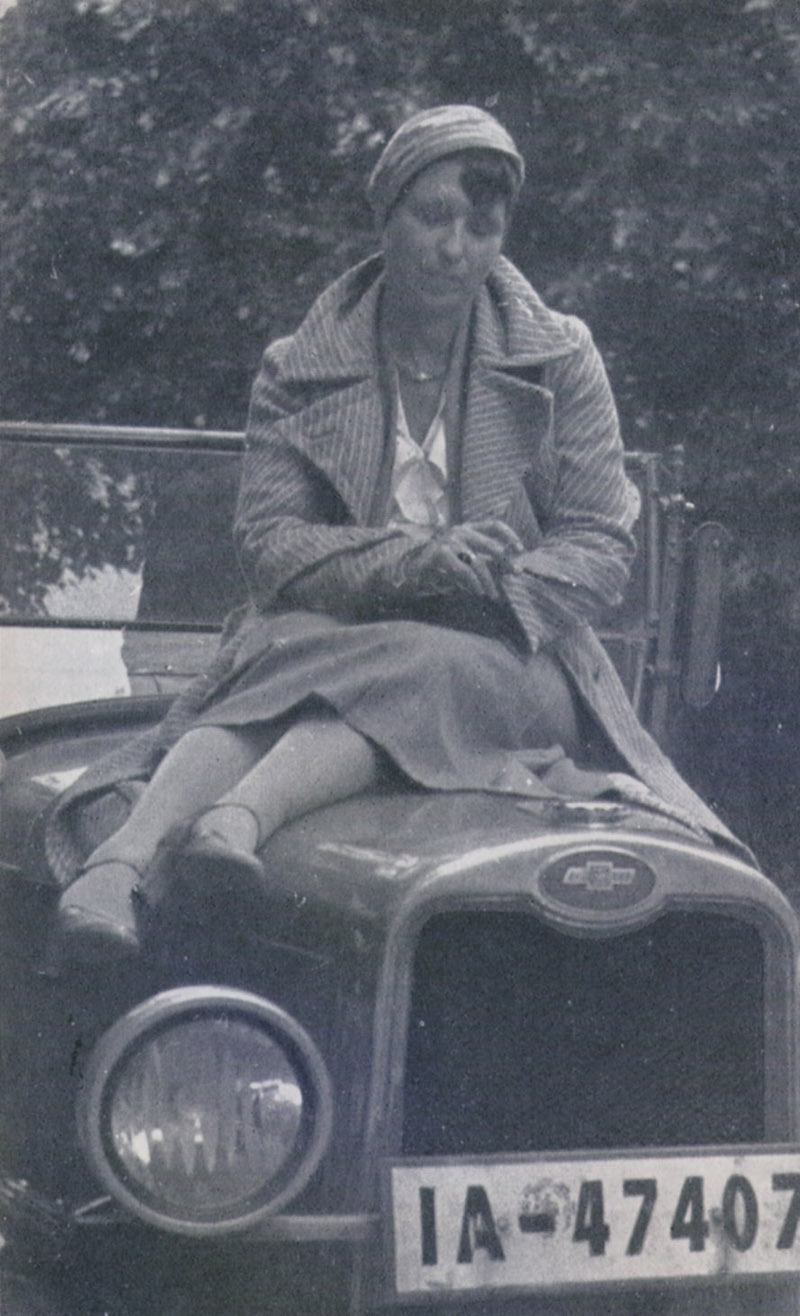
Lisa Matthias (1894–1982)

- Matthias, Lucie (1878–1954), deutsche Theaterschauspielerin und Lehrerin für Sprache und Rezitation in Hannover
- Matthias, Ludwig (1872–1924), deutscher Verwaltungsjurist und Ministerialbeamter in Hessen
- Matthias, Oliver (* 1960), deutscher Jurist und Richter am Bundesgerichtshof
- Matthias, Shawn (* 1988), kanadischer Eishockeyspieler
- Matthias, Silke (* 1960), deutsche Schauspielerin und Synchronsprecherin
- Matthias, Thomas († 1576), Berliner Bürgermeister
- Matthias, Waldemar (1919–1993), deutscher Prähistoriker
- Matthias, Wilhelm (1899–1942), deutscher Volkswirt und Hochschullehrer
- Matthias, Willi (* 1936), deutscher Hürdenläufer
- Matthiasen, Niels (1924–1980), dänischer Politiker, Mitglied des Folketing und Verleger
- Matthiass, Bernhard (1855–1918), deutscher Jurist und Professor der Rechte
- Matthiaß, Hans-Henning (1925–2007), deutscher Orthopäde und Hochschullehrer
- Matthiasson, Markus (* 1975), schwedischer Eishockeyspieler
- Matthie, Simon, Propst in Stendal und Cölln
- Matthies, Bernd (* 1953), deutscher Journalist und Autor
- Matthies, Britta (* 1949), deutsche Malerin und Grafikerin
- Matthies, Conrad (1807–1856), deutscher Theologe und Philosoph, Mitglied der Frankfurter Nationalversammlung
- Matthies, Frank-Wolf (* 1951), deutscher Schriftsteller
- Matthies, Georg (1887–1914), deutscher Klassischer Archäologe
- Matthies, Hans (1915–1991), deutscher Architekt, Heimatpfleger und UmweltschützerHans Matthies (1915–1991)

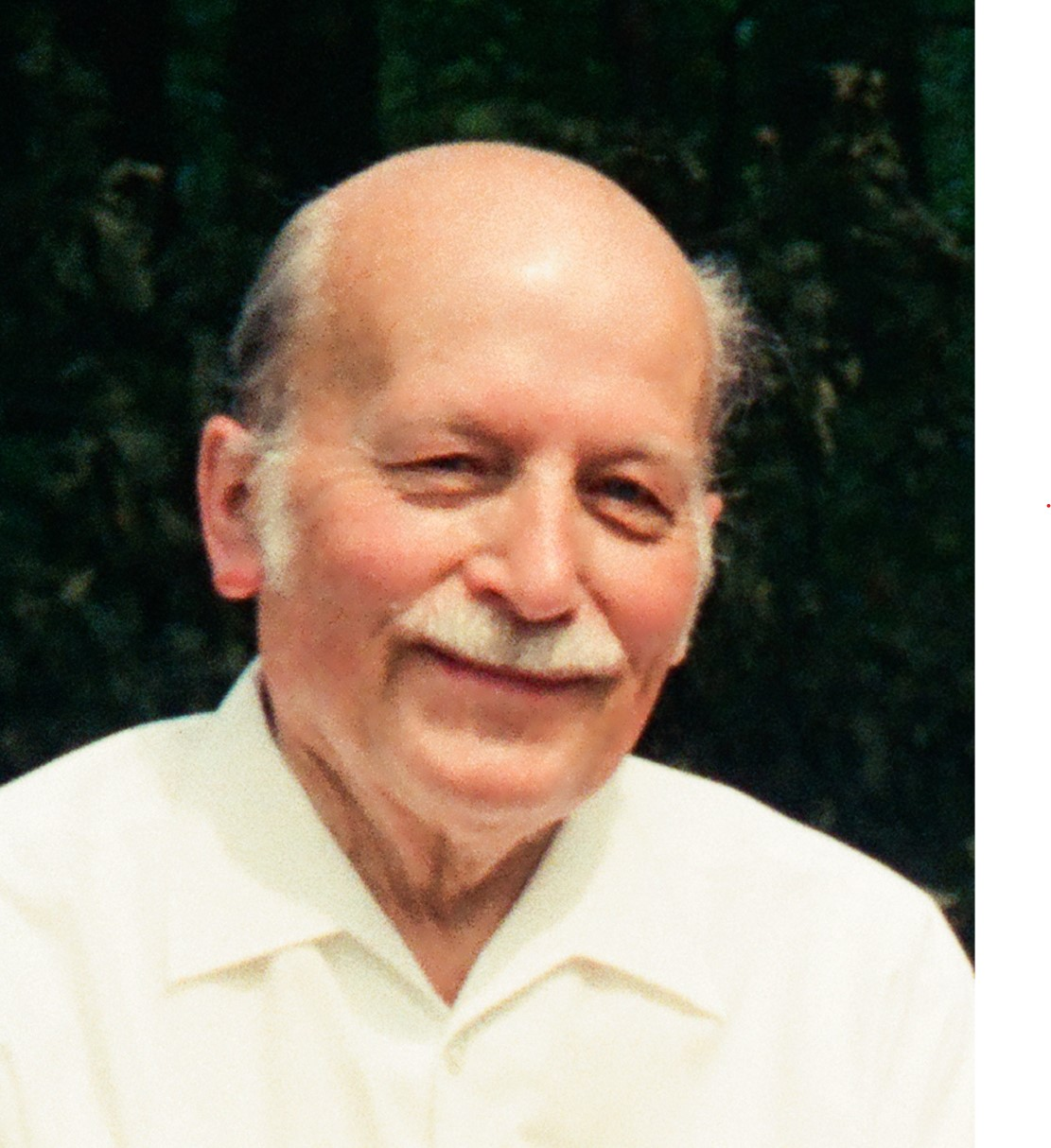
Hans Matthies (1915–1991)

- Matthies, Hans Jürgen (1921–2016), deutscher Ingenieur und Hochschulrektor und -präsident
- Matthies, Hansjürgen (1925–2008), deutscher Pharmakologe und Neurowissenschaftler
- Matthies, Heinz (* 1923), deutscher Fußballspieler
- Matthies, Helene (1890–1974), deutsche Lehrerin und Schriftstellerin
- Matthies, Helmut (* 1950), deutscher evangelischer Theologe, Pfarrer und Journalist
- Matthies, Hermann (1871–1911), deutscher Architekt
- Matthies, Holger (* 1940), deutscher Grafikkünstler
- Matthies, Horst (* 1939), deutscher Bereitschaftspolizist, Bergmann und freier Autor
- Matthies, Jens (* 1977), deutscher Fußballspieler
- Matthies, Mathias (1911–2004), deutscher Filmarchitekt und Szenenbildner beim Fernsehen
- Matthies, Nina (* 1953), US-amerikanische Volleyball- und Beachvolleyballspielerin sowie Trainerin
- Matthies, Otto (1889–1929), deutscher Chemiker
- Matthies, Otto (1899–1979), deutscher Schauspieler
- Matthies, Paul (* 1911), deutscher Fußballspieler
- Matthies, Roland (* 1962), luxemburgischer Schauspieler
- Matthies, Rudolf (1909–1996), deutscher Heimatforscher und Pädagoge
- Matthies, Siegfried (1937–2023), deutscher Physiker
- Matthies, Silke-Thora (* 1960), deutsche Pianistin und Hochschulrektorin
- Matthies, Werner (1910–1991), deutscher Politiker (SPD), MdA
- Matthies, Wilhelm (1867–1934), deutscher Baumeister und Architekt der Neugotik und des Heimatstils
- Matthies, Wilhelm (1896–1980), deutscher Konteradmiral der Kriegsmarine und später Abteilungsleiter bei der Bayer AG
- Matthies, Wolfgang (* 1953), deutscher Fußballspieler
- Matthies-Masuren, Fritz (1873–1938), deutscher Maler, Kunstfotograf und Publizist
- Matthiesen, Carl (1866–1947), deutscher lutherischer Pastor und Theologe
- Matthiesen, Carola (1925–2015), deutsche Erzieherin, Bibliothekarin, Schriftstellerin und Lyrikerin
- Matthiesen, Harro (1925–2009), deutscher Politiker (SPD), MdHB
- Matthiesen, Heike (1964–2023), deutsche GitarristinHeike Matthiesen (1964–2023)

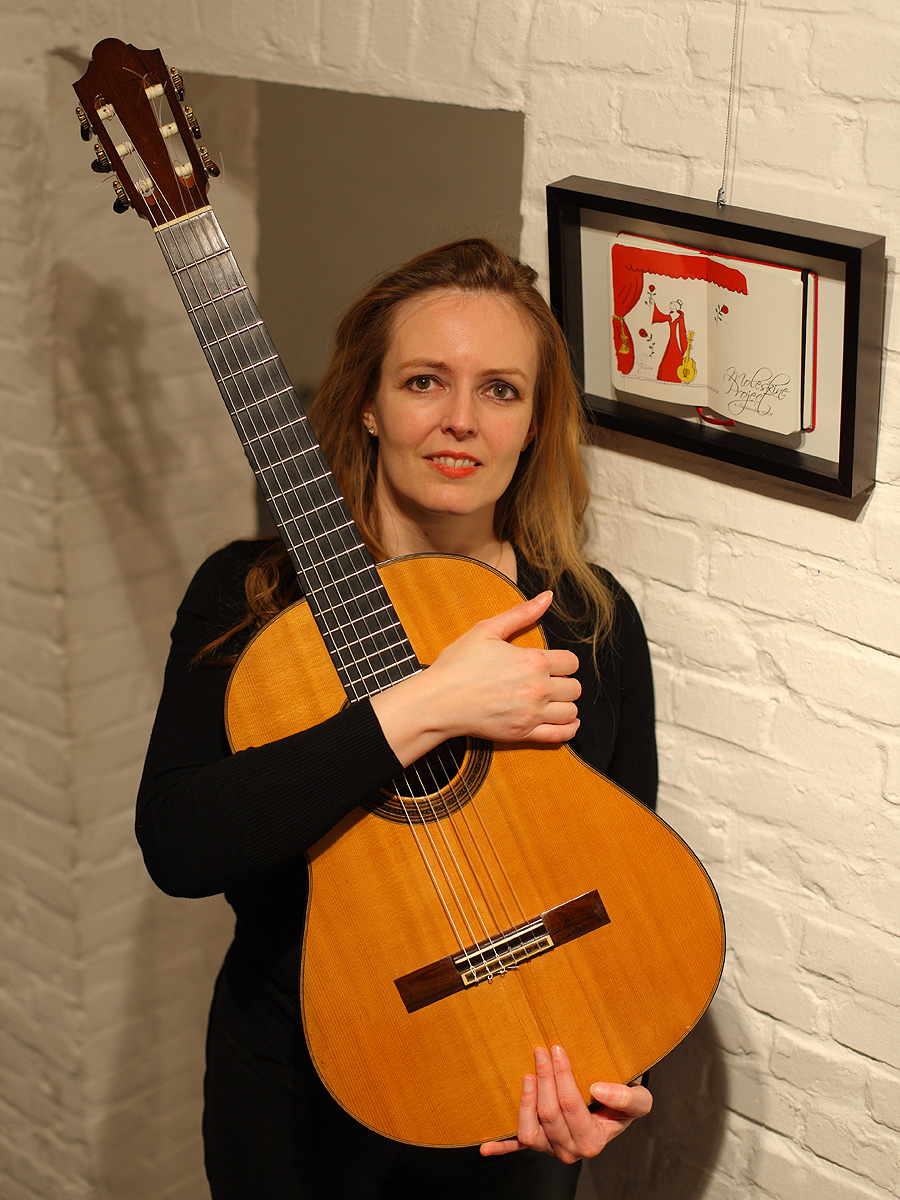
Heike Matthiesen (1964–2023)

- Matthiesen, Helge (* 1964), deutscher Journalist, Chefredakteur und Buchautor
- Matthiesen, Hinrich (1928–2009), deutscher Lehrer und Krimischriftsteller
- Matthiesen, Johannes (* 1910), deutscher SS-Untersturmführer, Kriegsberichterstatter und Journalist
- Matthiesen, Kai, deutscher Musikproduzent
- Matthiesen, Klaus (1941–1998), deutscher Politiker (SPD), MdL
- Matthiesen, Leroy Theodore (1921–2010), US-amerikanischer Geistlicher, römisch-katholischer Bischof von Amarillo
- Matthiesen, Max (* 1955), deutscher Politiker (CDU), MdL
- Matthiesen, Oscar (1861–1957), dänischer Landschaftsmaler und Porträtist
- Matthiesen, Toby (* 1984), deutsch-schweizerischer Historiker und Islamwissenschaftler
- Matthiesen, Ulf (* 1943), deutscher Ethnologe
- Matthiessen, Artus Maria (* 1950), deutscher SchauspielerArtus Maria Matthiessen (* 1950)

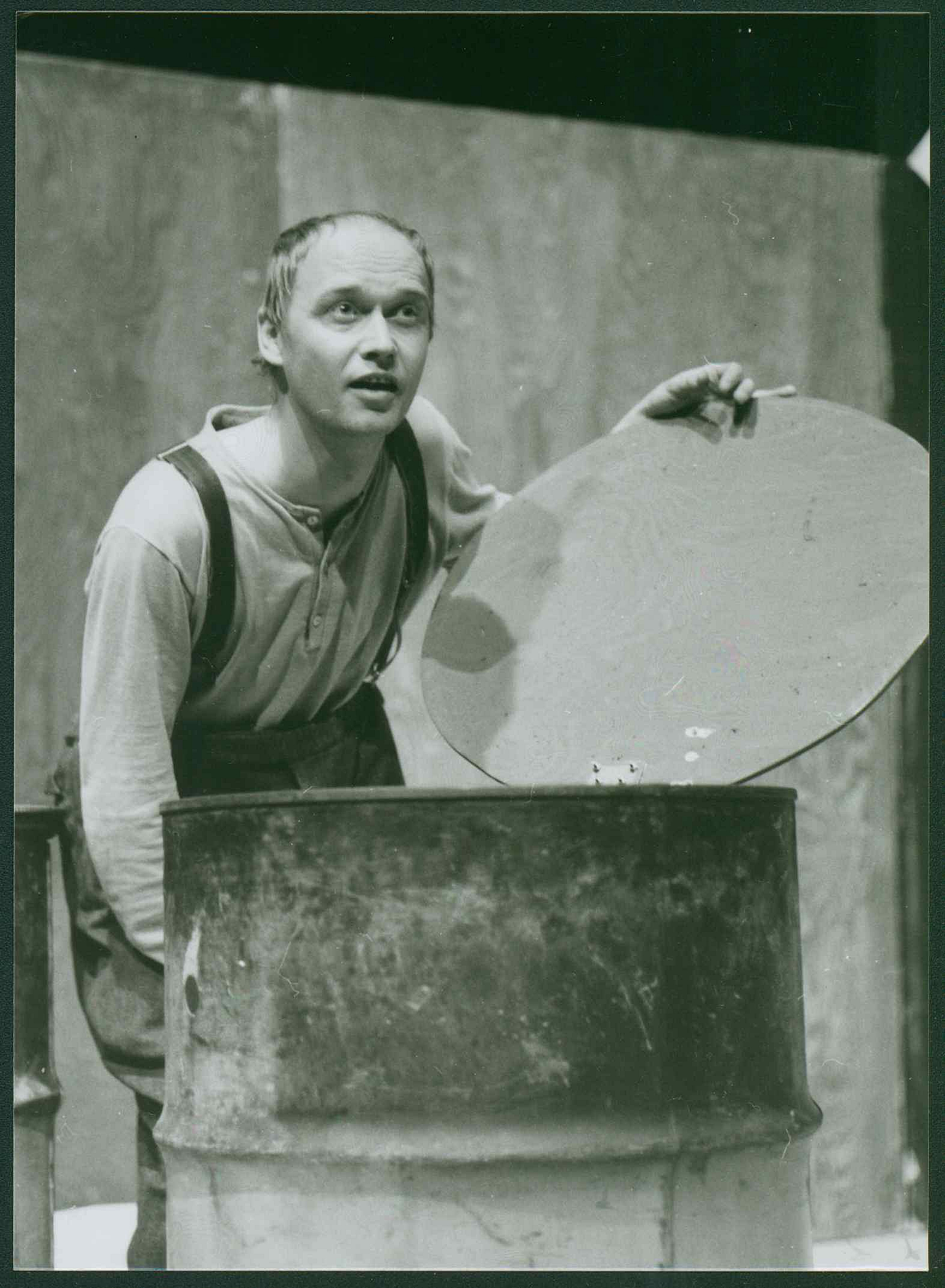
Artus Maria Matthiessen (* 1950)

- Matthiessen, Augustus (1831–1870), britischer Chemiker und Physiker
- Matthiessen, Conrad Johann (1751–1822), deutscher Kaufmann und Bankier
- Matthiessen, Detlef (* 1954), deutscher Politiker (Bündnis 90/Die Grünen), MdL
- Matthiessen, Erhard Adolf (1763–1831), deutscher Jurist, Kaufmann und Ratsherr
- Matthiessen, F. O. (1902–1950), amerikanischer Literaturwissenschaftler
- Matthiessen, Gunnar (1939–1996), deutscher Autor, Sprecher der Friedensbewegung
- Matthießen, Hans (1895–1975), deutscher evangelisch-lutherischer Pastor und Landessuperintendent für Lauenburg mit Sitz in Ratzeburg
- Matthiessen, Kjeld (1930–2010), deutscher Klassischer Philologe
- Matthiessen, Ludwig (1830–1906), deutscher Physiker und Hochschullehrer
- Matthießen, Markus (* 1973), deutscher Politiker (CDU), MdL
- Matthiessen, Martin (1901–1990), deutscher Politiker (NSDAP), MdR, Täter des Holocaust, Wirtschaftschef im Reichskommissariat Ostland und SS-Oberführer
- Matthiessen, Peter (1720–1812), deutscher Jurist und Verwaltungsbeamter
- Matthiessen, Peter (1907–1995), deutscher Politiker (CDU), MdL
- Matthiessen, Peter (1927–2014), US-amerikanischer Autor, Umweltschützer und NaturschützerPeter Matthiessen (1927–2014)

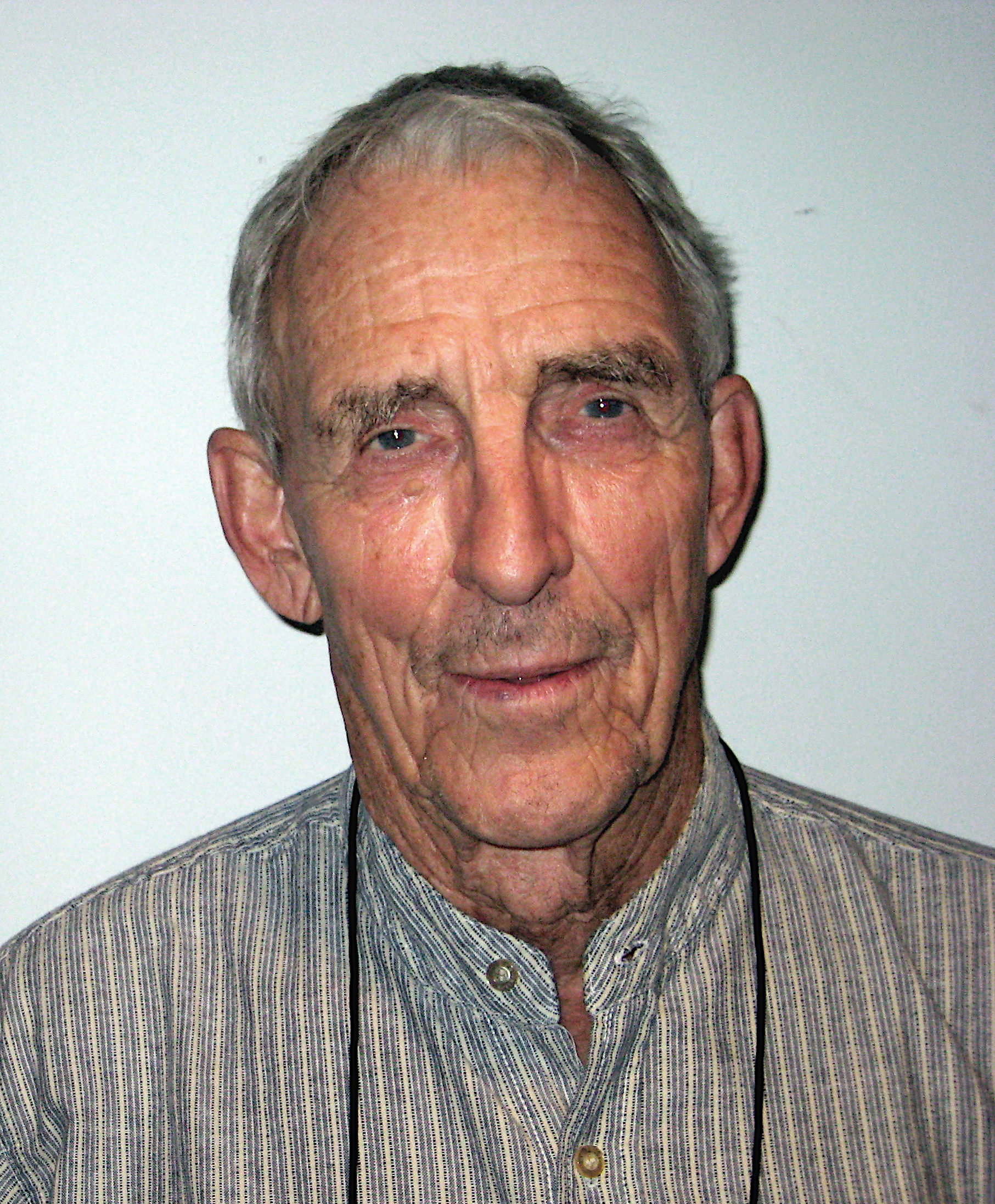
Peter Matthiessen (1927–2014)

- Matthiessen, Peter (1944–2019), deutscher Mediziner und Anthroposoph
- Matthiessen, Peter Friedrich (1800–1865), deutscher Autor, Jurist und Rechtsanwalt
- Matthiessen, Susanne (* 1963), deutsche Journalistin und Buchautorin
- Matthießen, Wilhelm (1891–1965), deutscher Kinder- und Jugendbuchautor
- Matthieu, David (1697–1756), deutscher Porträtmaler
- Matthieu, Georg David (1737–1778), deutscher Kupferstecher und Porträtmaler des Rokoko
- Matthieu, Leopold (1748–1778), deutscher Porträt- und Historienmaler
- Matthieu, Pierre (1563–1621), französischer Schriftsteller und Historiker
- Matthieu, Saraswati (* 1981), belgische Politikerin der flämischen grünen Partei Groen
- Matthijs, Rudy (* 1959), belgischer Radrennfahrer
- Matthijsen, Alphonse Joseph (1890–1963), belgischer Ordensgeistlicher, römisch-katholischer Bischof von Bunia
- Matthijsse, Margriet (* 1977), niederländische Seglerin und Weltmeisterin
- Matthijssen, Gerharda (1830–1907), niederländische Malerin, Fotografin und Galeristin
- Matthis, Gustav (1844–1902), elsässischer lutherischer Pfarrer und Schriftsteller
- Matthisius, Assuerus (1583–1651), reformierter Theologe (Remonstrant)
- Matthisius, Gerhard († 1572), deutscher römisch-katholischer Theologe und Philosoph
- Matthison, Edith Wynne (1871–1955), englische Schauspielerin
- Matthison-Hansen, Gottfred (1832–1909), dänischer Organist und Komponist
- Matthison-Hansen, Hans (1807–1890), dänischer Komponist und Organist
- Matthisson, Friedrich von (1761–1831), deutscher Lyriker und Prosaschriftsteller

#### Mattho
- Matthöfer, Hans (1925–2009), deutscher Politiker (SPD), MdBHans Matthöfer (1925–2009)

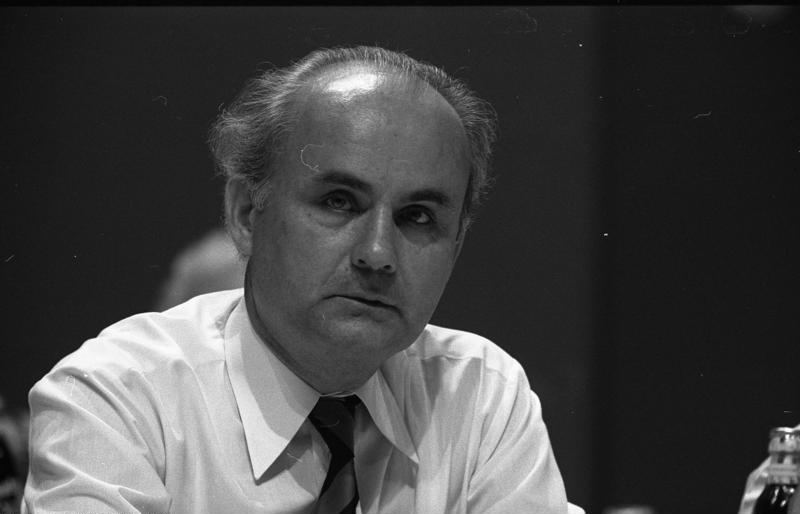
Hans Matthöfer (1925–2009)

#### Matthu
- Matthus, Frank (* 1964), deutscher Schauspieler, Regisseur, Librettist und Hörspielsprecher
- Matthus, Siegfried (1934–2021), deutscher Komponist

#### Matthy
- Matthys, Henri-Julien (1884–1925), belgischer Unternehmer und Automobilrennfahrer
- Matthys, Jakob Joseph (1802–1866), Schweizer Priester, Sprachenkenner und Dialektologe
- Matthys, Jan († 1534), niederländischer Bäcker und TäuferJan Matthys († 1534)

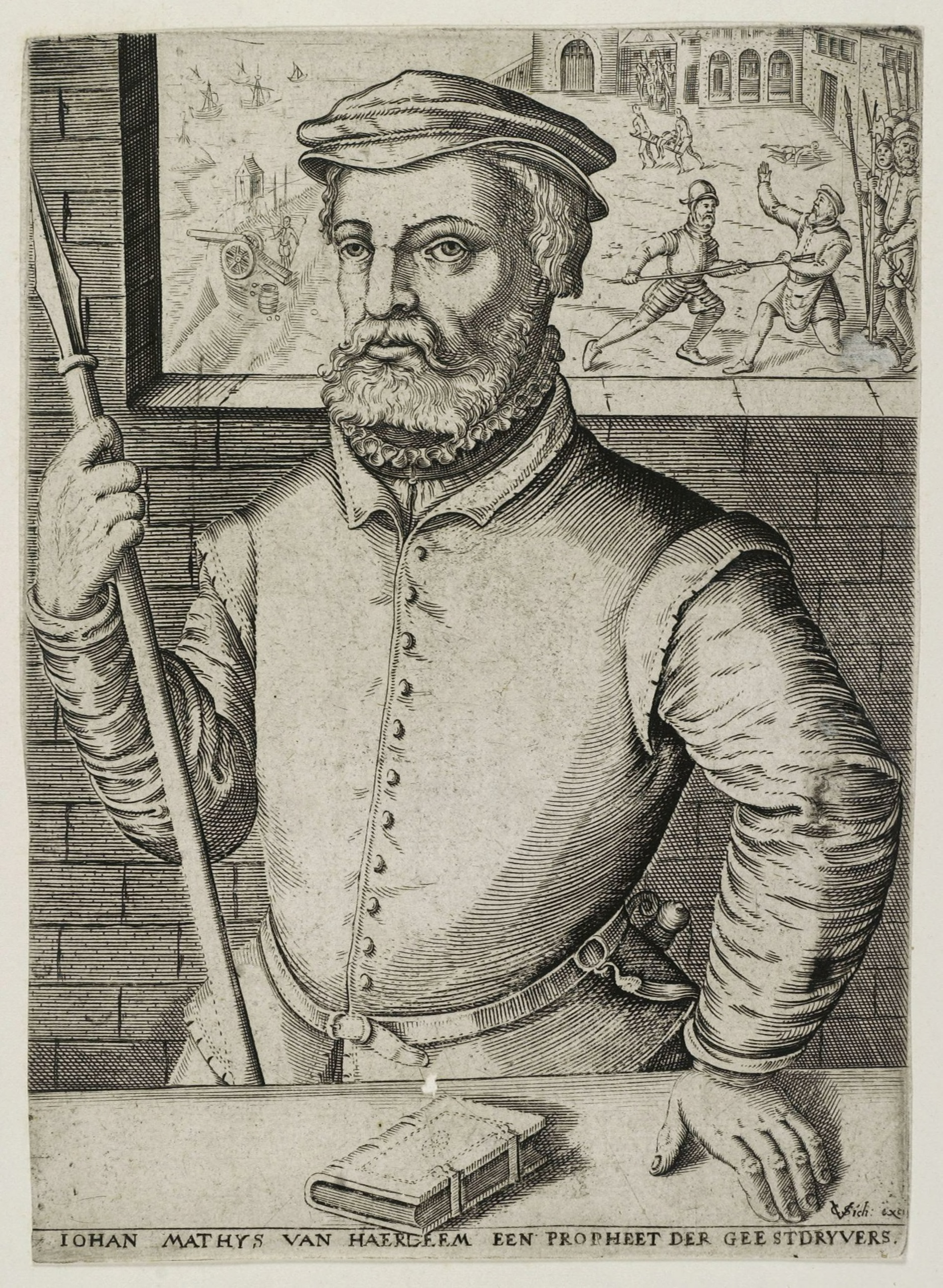
Jan Matthys († 1534)

- Matthys, Luc Julian (1935–2021), belgisch-australischer Geistlicher, römisch-katholische Bischof von Armidale
- Matthys, Tim (* 1983), belgischer Fußballspieler
- Matthysse, Lucas (* 1982), argentinischer Boxer

### Matti
- Matti Shaba Matoka, Athanase (1930–2025), irakischer Geistlicher, emeritierter Erzbischof von Bagdad
- Matti, Andreas (* 1959), Schweizer Schauspieler
- Matti, Marianne (* 1929), Schweizer Schauspielerin
- Mattia ben Cheresch, jüdischer Gelehrter (Tannait)
- Mattia, Martin De (* 1963), deutscher Künstler
- Mattiacci, Marco (* 1970), italienischer Automobilmanager und Motorsportfunktionär
- Mattiasson, Christer (* 1971), schwedischer Fußballspieler
- Mattiasson, Edvin (1890–1975), schwedischer Ringer
- Mattiat, Eugen (1901–1976), deutscher Theologe und Volkskundler
- Mattiazzo, Antonio (* 1940), italienischer Geistlicher, emeritierter katholischer Bischof
- Mattick, Fritz (1901–1984), deutscher Botaniker
- Mattick, Kurt (1908–1986), deutscher Politiker (SPD), MdB, MdA
- Mattick, Natalia (* 1971), deutsche Basketballspielerin
- Mattick, Patricia (1951–2003), US-amerikanische Schauspielerin
- Mattick, Paul (1904–1981), deutscher Ökonom, Rätekommunist und politischer Schriftsteller
- Mattick, Paul Jr. (* 1944), US-amerikanischer Philosoph und Buchautor
- Mattick-Stiller, Martina (* 1967), deutsche Fernsehjournalistin
- Mattielli, Lorenzo (1687–1748), italienischer Bildhauer
- Mattiello, Federico (* 1995), italienischer Fußballspieler
- Mattiesen, Bernd (* 1958), deutscher Generalarzt
- Mattiesen, Emil (1875–1939), deutsch-baltischer Komponist und Philosoph
- Mättig, Gregor (1585–1650), Mäzen
- Mattig, Hannelore (* 1940), deutsche Radrennfahrerin
- Mättig, Klaus (1949–2023), sächsischer Kommunalpolitiker
- Mättig, Valentin (* 1990), deutscher Skilangläufer
- Mattiisen, Alo (1961–1996), estnischer Komponist
- Mattila, Arttu (* 2001), finnischer Hochspringer
- Mattila, Jani (* 1976), finnischer Skispringer
- Mattila, Karita (* 1960), finnische Opernsängerin (Sopran)
- Mattila, Olavi J. (1918–2013), finnischer Diplomat, Wirtschaftsmanager und Politiker, Abgeordneter und Minister
- Mattila, Pirkko (* 1964), finnische Politikerin
- Mattila, Risto (* 1981), finnischer Snowboarder
- Mattila, Sofia (* 2006), finnische Skispringerin
- Mattila, Topi (* 1946), finnischer Skispringer
- Mattila, Veera (* 2003), finnische Mittelstreckenläuferin
- Mattila, Vesa, finnischer Radrennfahrer
- Mattila, Ville (1903–1987), finnischer Skilangläufer
- Mattila, Wiljam (* 2000), finnischer Skilangläufer
- Mattin (* 1977), spanischer Improvisationsmusiker und Autor
- Mattina, Francesco (* 1971), italienischer EU-Beamter
- Mattinen, Nicolas (* 1998), kanadischer Eishockeyspieler
- Matting, Alexander (1897–1969), deutscher Metallurg; Rektor der Technischen Hochschule Hannover
- Matting, Matthias (* 1966), deutscher Schriftsteller und Journalist
- Matting, Paul (1859–1935), deutscher Verwaltungsjurist in Preußen; Oberbürgermeister von Breslau
- Mattingly, David (* 1958), britischer Provinzialrömischer Archäologe
- Mattingly, Don (* 1961), US-amerikanischer Baseballspieler
- Mattingly, Harold (1884–1964), britischer Numismatiker
- Mattingly, Harold B. (1923–2015), britischer Althistoriker und Numismatiker
- Mattingly, Hedley (1915–1998), britischer Schauspieler
- Mattingly, Ken (1936–2023), US-amerikanischer AstronautKen Mattingly (1936–2023)

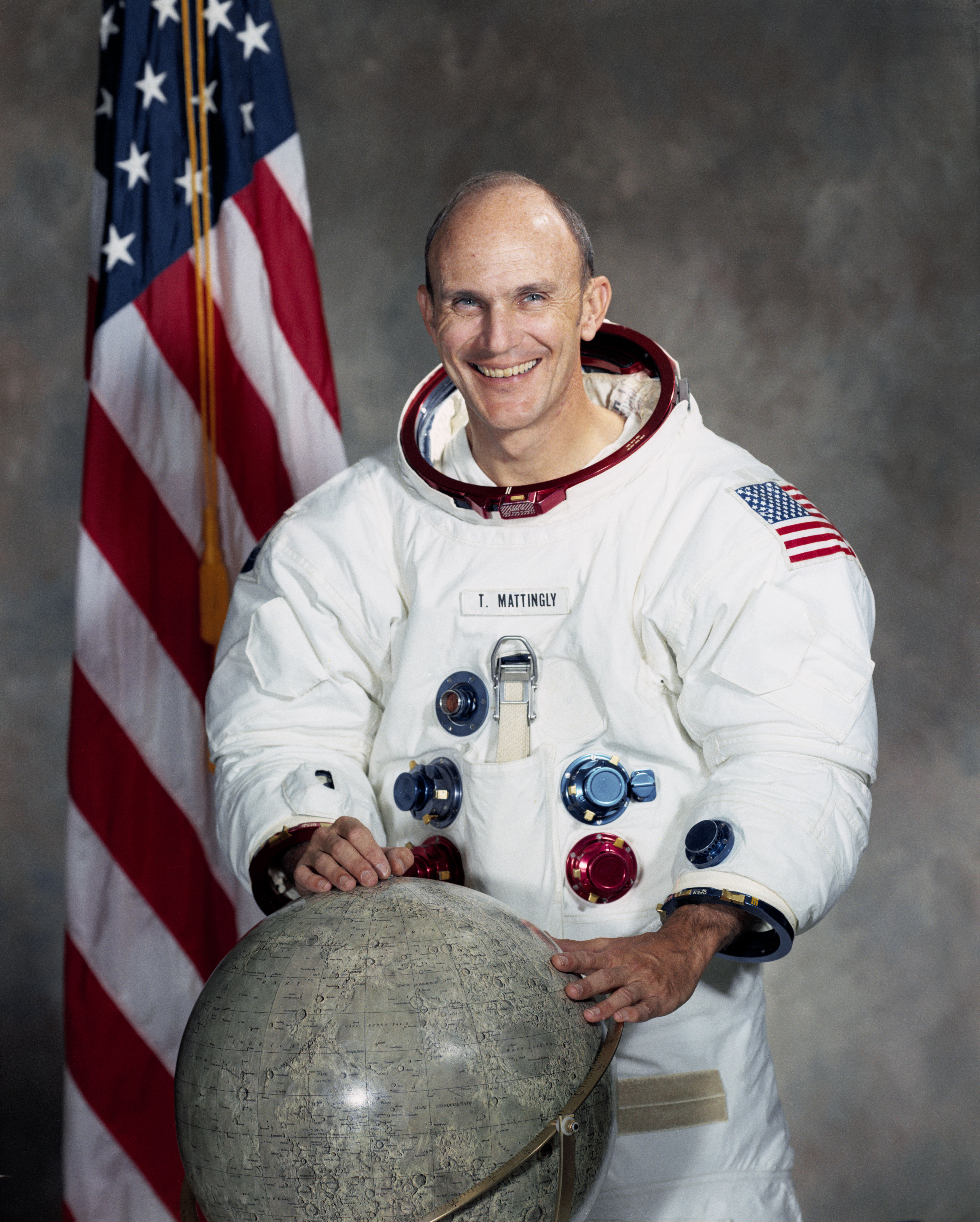
Ken Mattingly (1936–2023)

- Mattingly, Mack (* 1931), US-amerikanischer Politiker (Republikanische Partei)
- Mattingly, Mary (* 1979), US-amerikanische Künstlerin
- Mattingly, Phil (* 1985), US-amerikanischer Journalist und Moderator
- Mattinson, Burny (1935–2023), US-amerikanischer Animator und Drehbuchautor
- Mattio, Claude (* 1936), französischer Radrennfahrer
- Mattio, Pietro (* 2004), italienischer Radrennfahrer
- Mattioda, Enzo (* 1946), französischer Radrennfahrer
- Mattioli Pasqualini, Alessandro (1863–1943), italienischer Diplomat und Politiker, Botschafter, Minister des Königliches Hauses und Senator
- Mattioli, Antônio Julio Maria (1902–1962), italienischer römisch-katholischer Ordensgeistlicher und Prälat von São Peregrino Laziosi no Alto Acre e Alto Purus in Brasilien
- Mattioli, Aram (* 1961), Schweizer Historiker
- Mattioli, Carlo (* 1954), italienischer Leichtathlet
- Mattioli, Enrico (1955–1991), Schweizer Maler und Bildhauer
- Mattioli, Leo (1972–2011), argentinischer Sänger
- Mattioli, Marc, US-amerikanischer American-Football-Trainer
- Mattioli, Marcus (* 1960), brasilianischer Schwimmer
- Mattioli, Massimo (1943–2019), italienischer Undergroundkünstler und Zeichner
- Mattioli, Pietro Andrea (1501–1578), italienischer Arzt und BotanikerPietro Andrea Mattioli (1501–1578)

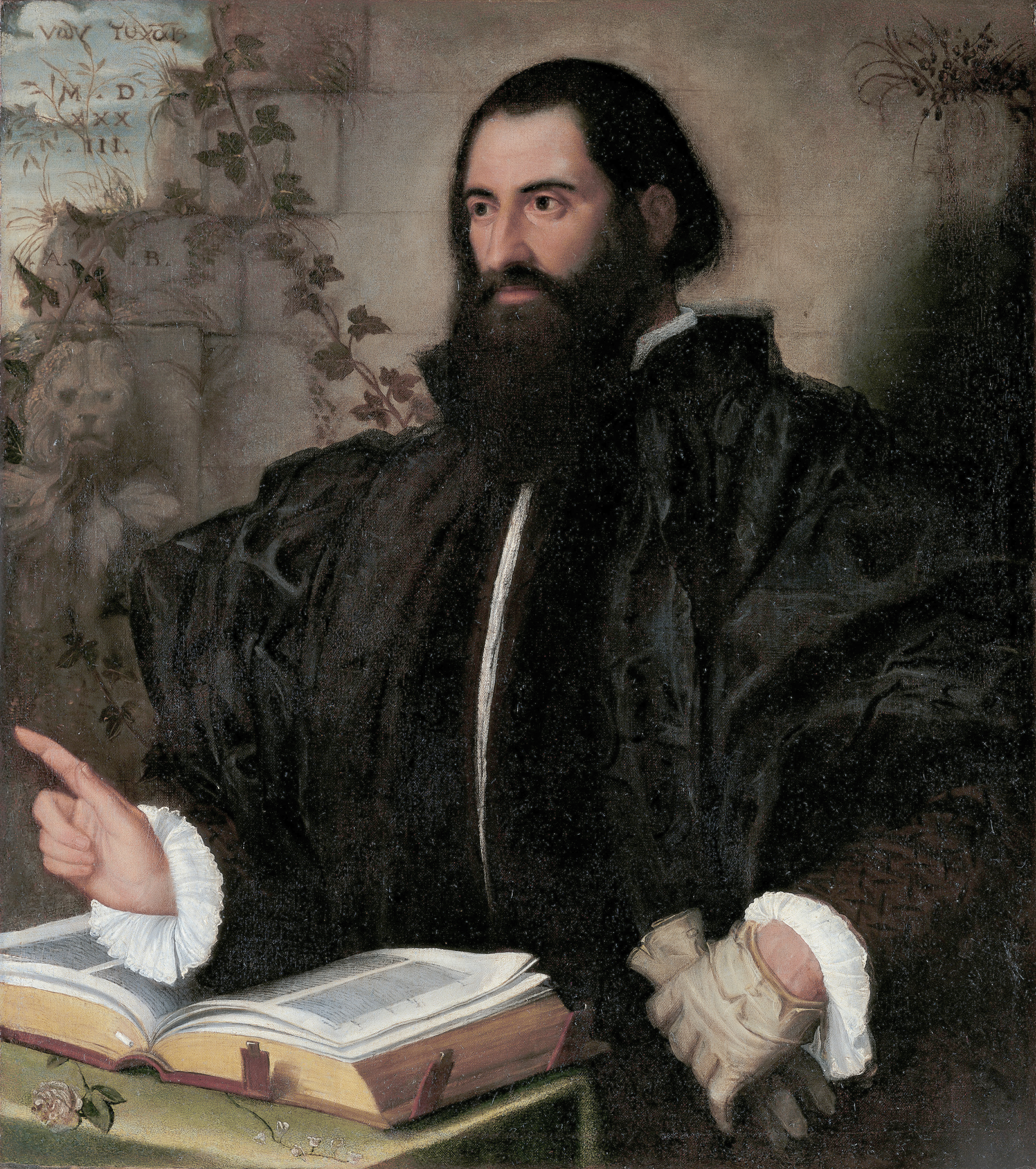
Pietro Andrea Mattioli (1501–1578)

- Mattioli, Raffaele (1895–1973), italienischer Bankier, Volkswirt und Verleger
- Mattioli, Rocky (* 1953), australischer Boxer
- Mattioli, Sandro (* 1975), deutsch-italienischer Journalist und Autor
- Mattioli, Silvio (1929–2011), Schweizer Maler, Bildhauer und Stahlkünstler
- Mattiolo, Luigi (* 1957), italienischer Diplomat
- Mattioni, Felipe (* 1988), brasilianischer Fußballspieler
- Mattis, Daniel (* 1932), US-amerikanischer Physiker
- Mattis, Helmut (1905–1987), deutscher Politiker (SPD)
- Mattis, James (* 1973), US-amerikanischer Radrennfahrer
- Mattis, James N. (* 1950), US-amerikanischer General a. D.; Verteidigungsminister der Vereinigten Staaten (2017–2019)James N. Mattis (* 1950)

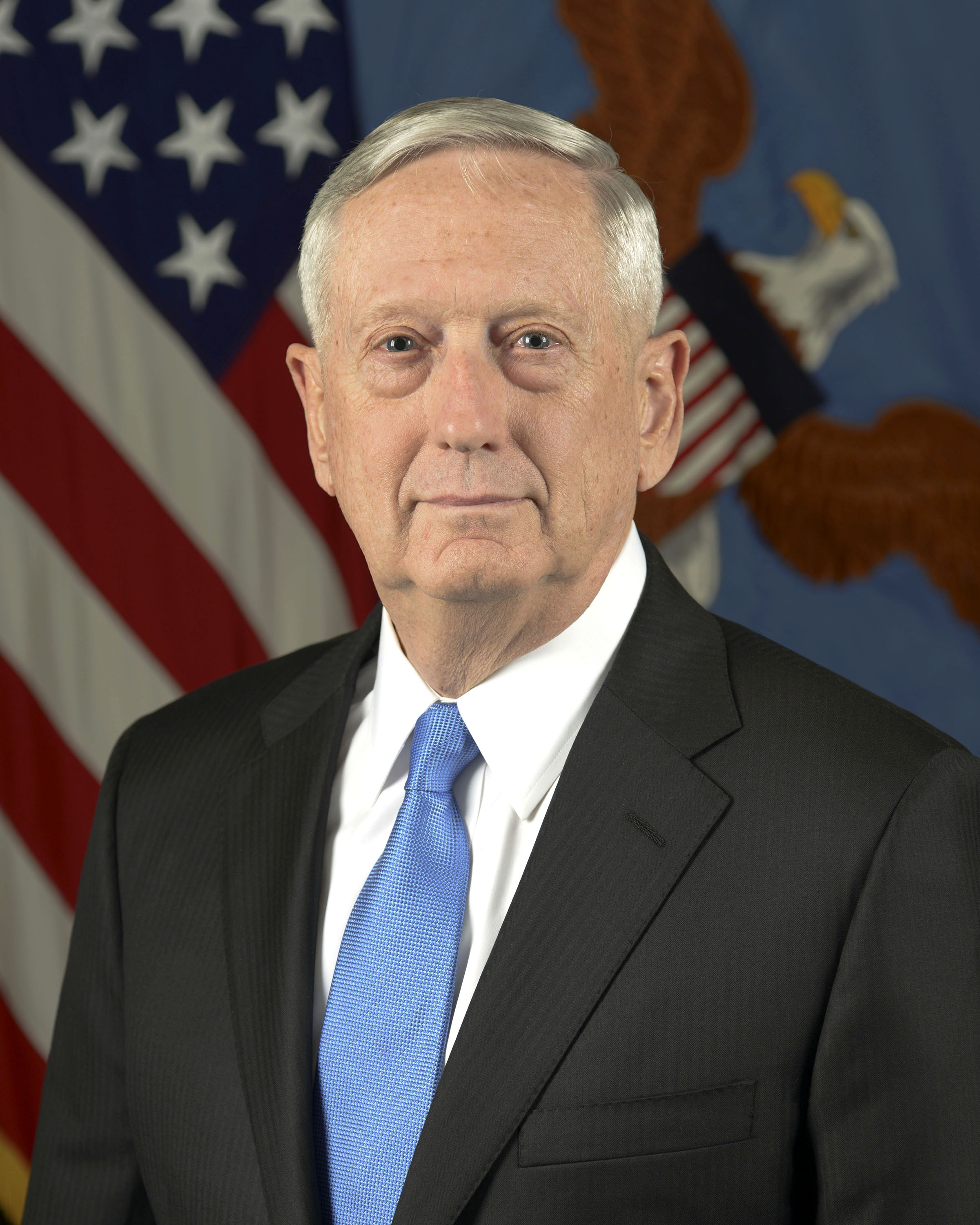
James N. Mattis (* 1950)

- Mattis, Richard (1886–1946), Wiener Archivar
- Mattis, Sam (* 1994), US-amerikanischer Diskuswerfer
- Mattis-Teutsch, Hans (1884–1960), Maler, Graphiker, Kunsttheoretiker, Dichter und Kunstpädagoge
- Mattischeck, Heide (* 1939), deutsche Politikerin (SPD), MdB
- Mattischek, Franz (1915–1939), österreichischer Zeuge Jehovas
- Mattishent, Gisela (1919–1980), deutsche Schauspielerin
- Mattison, Alexander (* 1998), US-amerikanischer Footballspieler
- Mattisseck, Jonas (* 2000), deutscher Basketballspieler
- Mattitja ben Solomon Delacrut, jüdischer Gelehrter

### Mattk
- Mattke, Sven (* 1979), deutscher Schauspieler

### Mattl
- Mattl, Siegfried (1954–2015), österreichischer Historiker
- Mattl-Wurm, Sylvia (* 1954), österreichische Kunsthistorikerin, Leiterin der Wienbibliothek im Rathaus Wien
- Mattle, Anton (* 1963), österreichischer Politiker (ÖVP)Anton Mattle (* 1963)

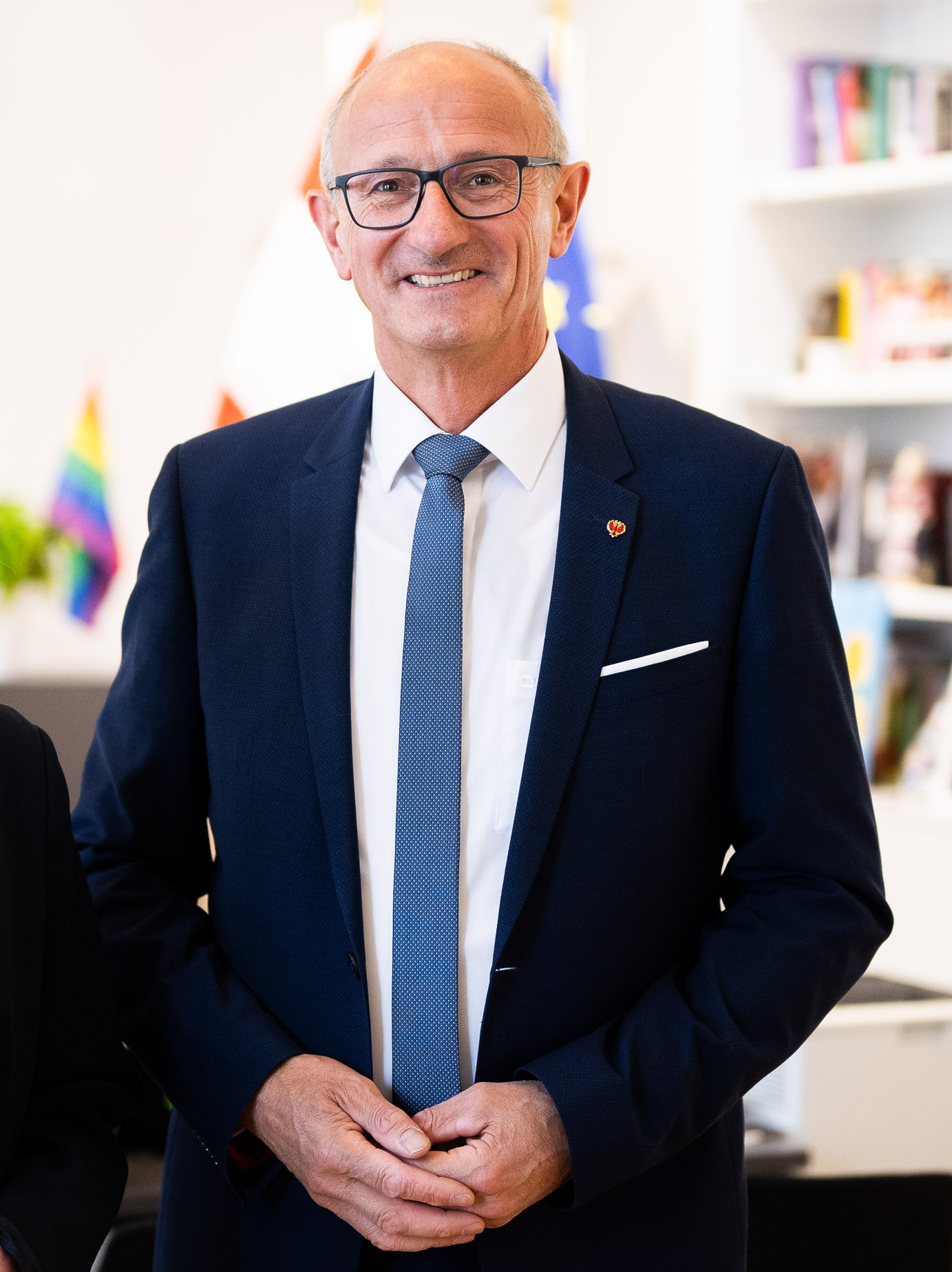
Anton Mattle (* 1963)

- Mattle, Nicole (* 1998), Schweizer Unihockeyspielerin
- Mattle, Oliver (* 1978), österreichischer Fußballspieler
- Mattle, Werner (* 1949), Schweizer Skirennfahrer
- Mattlener, Johann Philipp (1785–1857), deutscher Architekt und Bauingenieur
- Mattler, Étienne (1905–1986), französischer Fußballspieler
- Mattli, Joel (* 1994), professioneller Ninja Warrior Athlet
- Mattli, Jöri (1954–1991), Schweizer Eishockeyspieler
- Mattli, Peter (* 1944), Schweizer Unternehmer, Politiker und Autorennfahrer
- Mattlin, Dionys (1640–1700), Bibliothekar des Klosters St. Gallen

### Mattm
- Mattmann, Gabriela (* 1969), Schweizer Volkskundlerin
- Mattmüller, Hansjörg (1923–2006), Schweizer Kunstlehrer
- Mattmüller, Hanspeter (1931–2017), Schweizer Historiker, Mittelschullehrer und Politiker (VEW)
- Mattmüller, Markus (1928–2003), Schweizer Historiker
- Mattmüller, Roland (* 1961), deutscher Wirtschaftswissenschaftler

### Mattn
- Mattn (* 1992), belgische DJ
- Mattner, Andreas (* 1960), deutscher Manager, Sportfunktionär und Politiker (CDU), MdHBAndreas Mattner (* 1960)

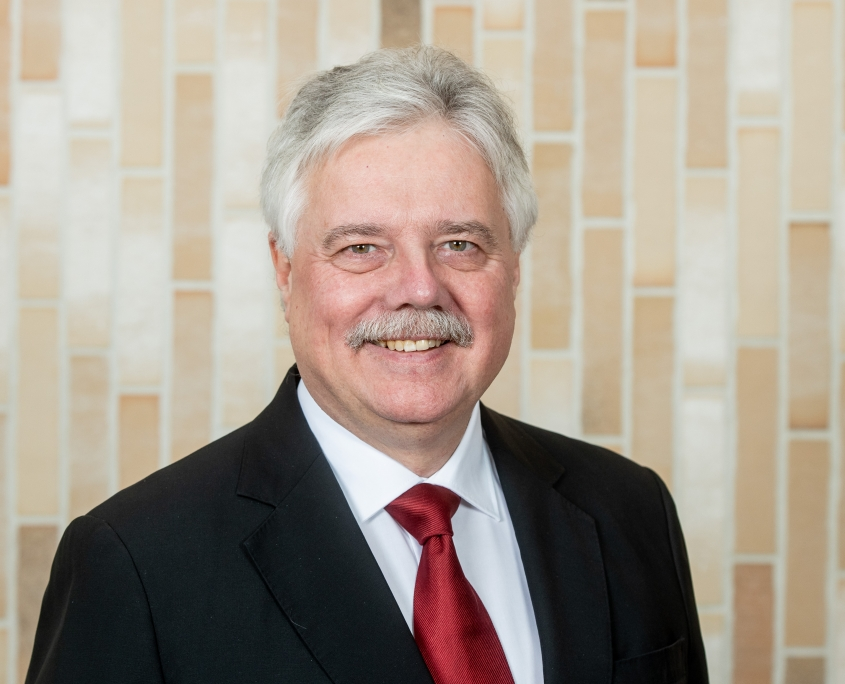
Andreas Mattner (* 1960)

- Mattner, Christoph († 2015), deutscher Drehbuchautor und Produzent
- Mattner, Gerhard (1924–1976), deutscher Politiker (DBD)
- Mattner, Jakob (* 1946), deutscher Maler und Bildhauer
- Mattner, Stephan (* 1974), deutscher Jazzmusiker und Komponist
- Mattner-Trembleau, Sarah (* 2003), deutsche Fußballspielerin

### Matto
- Matto de Turner, Clorinda (1854–1909), peruanische Schriftstellerin
- Mattock, Joe (* 1990), englischer Fußballspieler
- Mattocks, Claude (* 1980), maltesischer Fußballspieler
- Mattocks, John (1777–1847), US-amerikanischer Jurist und Politiker
- Mattocks, Samuel (1739–1804), US-amerikanischer Politiker, Offizier der Kontinentalarmee und Treasurer von Vermont
- Mattogno, Carlo (* 1951), italienischer Holocaustleugner
- Mattòli, Mario (1898–1980), italienischer Filmregisseur, Drehbuchautor und Filmproduzent
- Mattolini, Marco (* 1950), italienischer Regisseur
- Matton, Charles (1931–2008), französischer Regisseur, Drehbuchautor und Künstler
- Matton, Léopold-Albert (1901–1982), belgischer Radrennfahrer
- Matton, Roger (1929–2004), kanadischer Komponist, Musiklehrer und Musikethnologe
- Mattonet, Friedrich Ferdinand (1851–1908), deutscher Geschäftsmann und Mühlenbesitzer, Mordopfer
- Mattoni, André (1900–1985), österreichischer Schauspieler
- Mattoni, Heinrich von (1830–1910), böhmischer UnternehmerHeinrich von Mattoni (1830–1910)

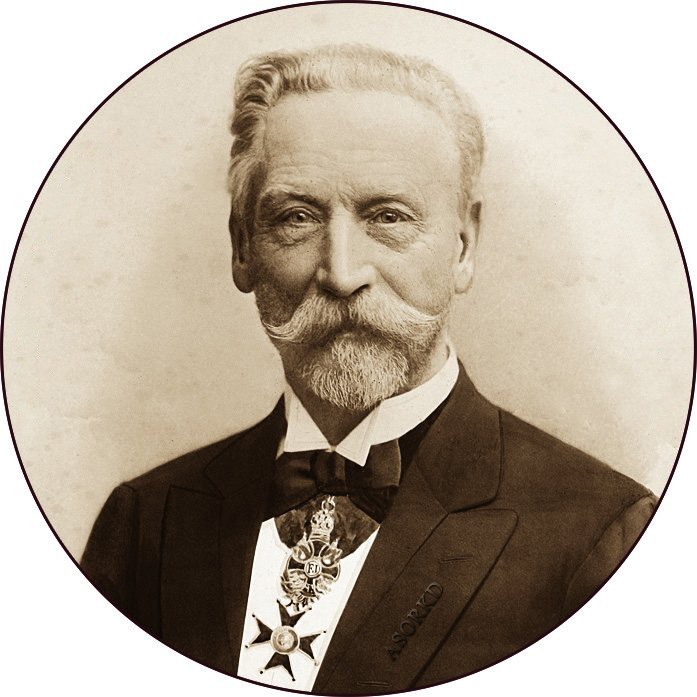
Heinrich von Mattoni (1830–1910)

- Mattoni, Leo von (1862–1940), böhmischer Unternehmer
- Mattoo, Sanna Irshad (* 1993), indische Fotojournalistin
- Mattoon, Ebenezer (1755–1843), US-amerikanischer Politiker
- Mattos Cardozo, Victor (* 1989), brasilianischer Fußballspieler
- Mattos, Alfonso Nunes de (1875–1946), portugiesischer Filmproduzent
- Mattos, George (1929–2012), US-amerikanischer Stabhochspringer
- Mattos, Haroldo Corrêa de (1923–1994), brasilianischer Politiker
- Mattos, João Rodrigues de (1926–2022), brasilianischer Agraringenieur und Botaniker
- Mattos, Marcelo (* 1984), brasilianischer Fußballspieler
- Mattos, Marcio (* 1946), brasilianischer Improvisationsmusiker und Keramiker
- Mattos, Monica (* 1983), brasilianische Pornodarstellerin
- Mattoso, Edney Gouvêa (* 1957), brasilianischer Geistlicher und römisch-katholischer Bischof von Nova Friburgo
- Mattotti, Lorenzo (* 1954), italienischer Comicautor und Grafiker
- Mattox, Jim (1943–2008), US-amerikanischer Politiker

### Mattr
- Mattrel, Carlo (1937–1976), italienischer Fußballtorhüter
- Mattrick, Don (* 1964), kanadischer Manager und ehemaliger Computerspielentwickler

### Matts
- Mattschaß, Erich (1866–1946), deutscher Maler
- Mattscherodt, Katrin (* 1981), deutsche Eisschnellläuferin
- Mattschull, Alexander (* 1972), deutscher Manager und Automobilrennfahrer
- Mattschull, Arnold (* 1951), deutscher Automobilrennfahrer
- Mattschull, Friedrich Martin (1847–1929), deutscher Gutsbesitzer und Politiker, MdR
- Mattsen, Nicolaus (1847–1924), deutscher Landwirt und Politiker (NLP), MdR
- Mattson, Ellen (* 1962), schwedische Schriftstellerin
- Mattson, Erik (* 1990), kanadischer Volleyballspieler
- Mattson, Ingrid (* 1963), kanadische Islamwissenschaftlerin
- Mattson, Phil († 2019), US-amerikanischer Jazzmusiker
- Mattson, Robin (* 1956), US-amerikanische Schauspielerin
- Mattson, Siw, schwedische Schauspielerin
- Mattsson, Arne (1919–1995), schwedischer Filmregisseur und Drehbuchautor
- Mattsson, Elin (* 1986), schwedische Biathletin
- Mattsson, Ellen (* 1973), schwedische Schauspielerin
- Mattsson, Gustaf (1893–1977), schwedischer Langstrecken- und Hindernisläufer
- Mattsson, Helena (* 1984), schwedische SchauspielerinHelena Mattsson (* 1984)

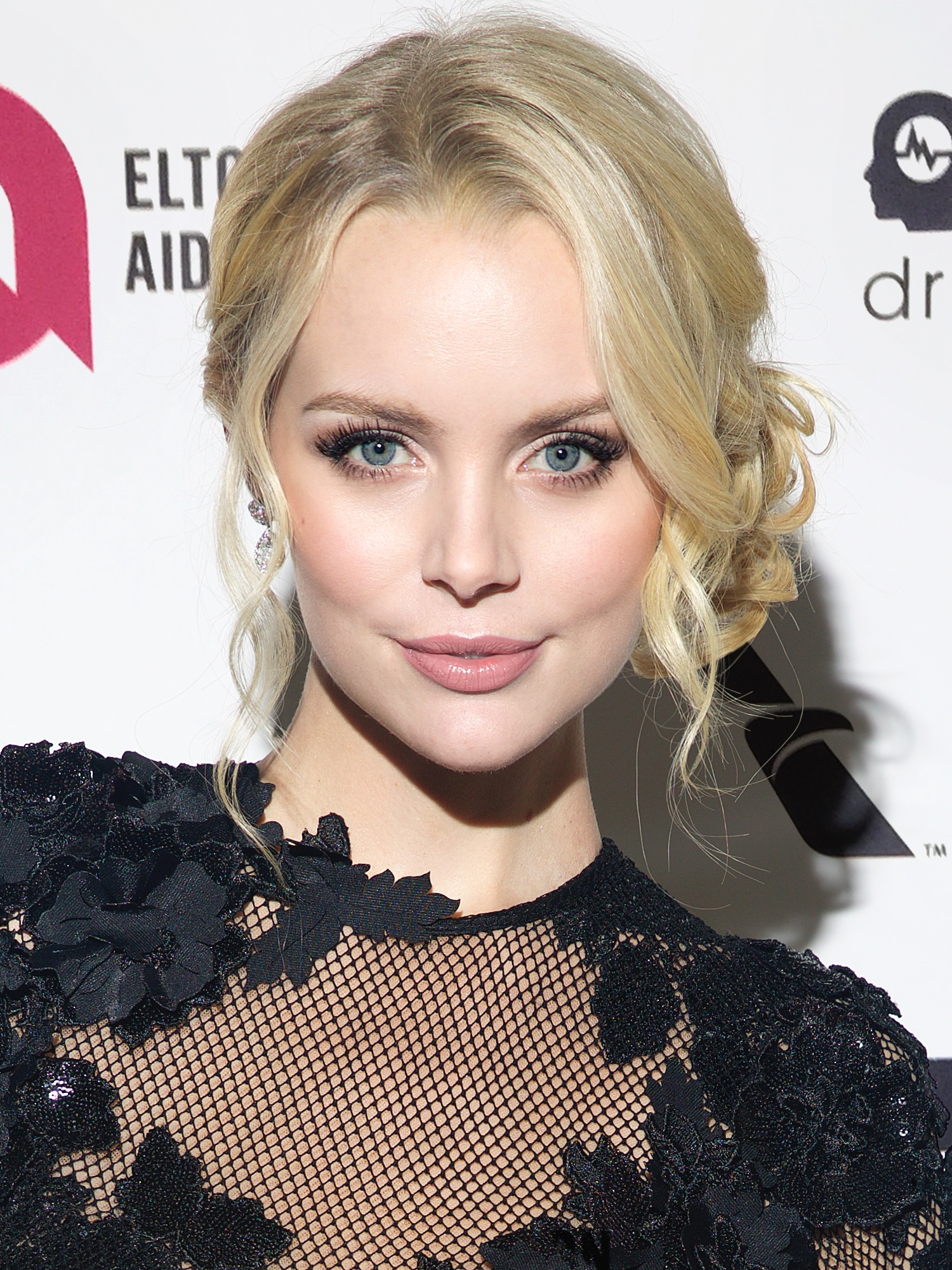
Helena Mattsson (* 1984)

- Mattsson, Jan (* 1951), schwedischer Fußballspieler
- Mattsson, Jesper (* 1968), schwedischer Fußballspieler
- Mattsson, Jesper (* 1975), schwedischer Eishockeyspieler
- Mattsson, Johan (* 1992), schwedischer Eishockeytorwart
- Mattsson, Johanna (* 1988), schwedische Ringerin
- Mattsson, Katri (* 1982), finnische Fußballspielerin
- Mattsson, Magnus (* 1999), dänischer Fußballspieler
- Mattsson, Markus (* 1957), finnischer Eishockeytorwart
- Mattsson, Matti (* 1993), finnischer Schwimmer
- Mattsson, Niklas (* 1992), schwedischer Snowboarder
- Mattsson, Simon (* 1993), schwedischer Pokerspieler
- Mattsson, Sivert (1907–1999), schwedischer Skilangläufer
- Mattsson, Sofia (* 1989), schwedische Ringerin
- Mattsson, Tobias (* 1974), schwedischer Fußballschiedsrichter

### Mattu
- Mattuck, Arthur (1930–2021), US-amerikanischer Mathematiker
- Mattuck, Israel (1883–1954), britischer Rabbiner
- Mattukat, Jana (* 1970), deutsche Schauspielerin
- Mattukat, Jumana (* 1973), deutsche Moderatorin, Journalistin, Autorin und Personal-Coach
- Matturi, Sahr Thomas (* 1925), sierra-leonischer Diplomat
- Matturro, Alan (* 2004), uruguayischer Fußballspieler
- Mattus, Reuben (1913–1994), US-amerikanischer Unternehmer
- Mattusch, Carol C. (* 1947), amerikanische Klassische Archäologin
- Mattusch, Hans-Jürgen (* 1931), deutscher Slawist und Interlinguist
- Mattusch, Michèle (* 1958), deutsche Romanistin und Professorin
- Mattuschka, Heinrich Gottfried von (1734–1779), deutscher Botaniker und Philosoph
- Mattuschka, Mara (* 1959), österreichische Filmregisseurin und Performance-Künstlerin
- Mattuschka, Torsten (* 1980), deutscher Fußballspieler und FußballtrainerTorsten Mattuschka (* 1980)

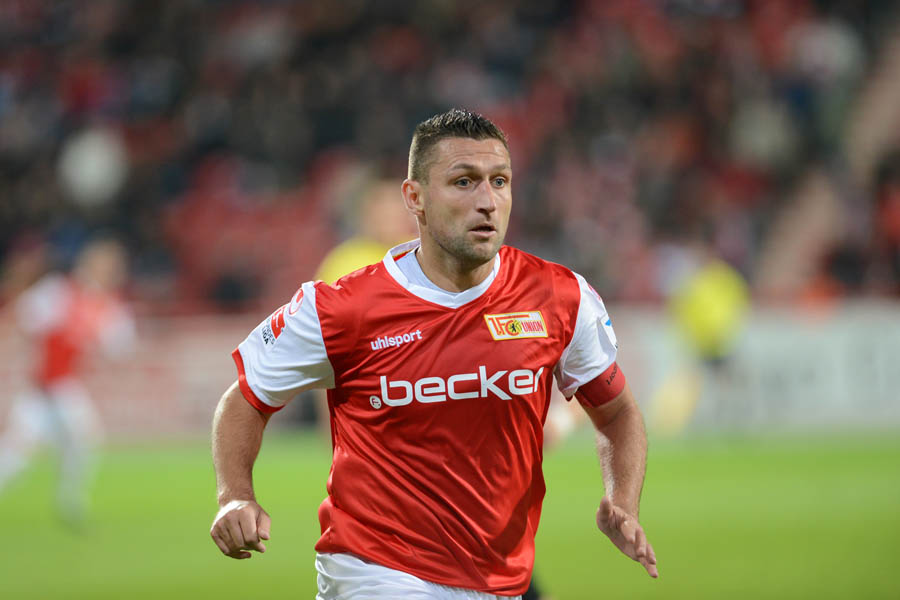
Torsten Mattuschka (* 1980)

- Mattutat, Hermann (1861–1937), württembergischer Landtagsabgeordneter

### Matty
- Matty B, australischer Rapper
- Matty, Andreas (1800–1871), deutscher Politiker, Mitglied der Landstände des Großherzogtums Hessen
- Matty, Balthasar (1804–1883), deutscher Geistlicher und Politiker, Mitglied der Landstände des Großherzogtums Hessen
- MattyB (* 2003), US-amerikanischer Kinder-Rapper